# Iguanodon
Iguanodon is een geslacht van uitgestorven plantenetende ornithischische dinosauriërs, behorend tot de groep van de Euornithopoda, dat tijdens het Vroeg-Krijt leefde in het gebied van het huidige Europa.
Iguanodon werd in het begin van de negentiende eeuw in Engeland als een van de allereerste dinosauriërs ontdekt door Gideon Mantell en kreeg in 1825 zijn naam, die zoiets als 'leguaantand' betekent. Toen het begrip Dinosauria in 1842 door Richard Owen bedacht werd, was Iguanodon een van de eerste drie door hem erkende dinosauriërs. In 1829 werd de eerste soort benoemd van het geslacht: Iguanodon anglicus. Daarna zouden er nog vierentwintig andere soorten volgen. Van de meeste daarvan wordt tegenwoordig begrepen dat het om heel andere dinosauriërs gaat of om fossielen die te slecht bewaard zijn gebleven om nog aan te kunnen zien wat voor dier het precies betreft. Eigenlijk geldt dat ook voor I. anglicus waarbij met zekerheid alleen wat tanden horen. Daarom is in 2000 een Belgische soort aangewezen als de officiële typesoort van het geslacht: Iguanodon bernissartenis Boulenger, 1881. In België was namelijk in 1878 in een kolenmijn te Bernissart een van de rijkste dinosauriërvindplaatsen ter wereld aangetroffen, waaruit een dertigtal vrijwel complete nog in verband liggende iguanodonskeletten aan het licht gebracht werd. Die werden door Louis Dollo geprepareerd en worden tegenwoordig tentoongesteld in Brussel.
Behalve uit België is I. bernissartensis ook bekend van belangrijke vondsten uit Duitsland en verder misschien van fragmenten uit Frankrijk. Uiteindelijk hebben de wetenschappers zo een goed beeld gekregen van hoe het dier eruitzag maar dat inzicht is pas langzaam verworven. Mantell dacht eerst nog dat het om een reusachtige echte hagedis ging van wel dertig meter lang. Owen begreep dat Iguanodon recht op zijn poten stond. Dollo nam aan dat het dier een tweevoeter was. Pas op het eind van de twintigste eeuw werd duidelijk dat Iguanodon op twee poten rende, maar langzaam liep op vier poten.
Iguanodon kon acht meter lang worden en drie ton zwaar. De achterpoten waren zwaargebouwd en droegen een vrij lange stevige romp die in evenwicht gehouden werd door een stijve horizontale staart. Van de handen konden de drie middelste vingers het gewicht ondersteunen, de duim droeg een vervaarlijke stekel om zich tegen roofsauriërs te verdedigen en de vijfde vinger was lang en buigzaam om planten te grijpen. Die konden ook afgebeten worden door de snavel aan de voorkant van de langwerpige kop waarna lange tandenrijen het voedsel verder verknipten en kauwden.

## Ontdekkingsgeschiedenis en naamgeving

### Engeland

#### De eerste vondsten

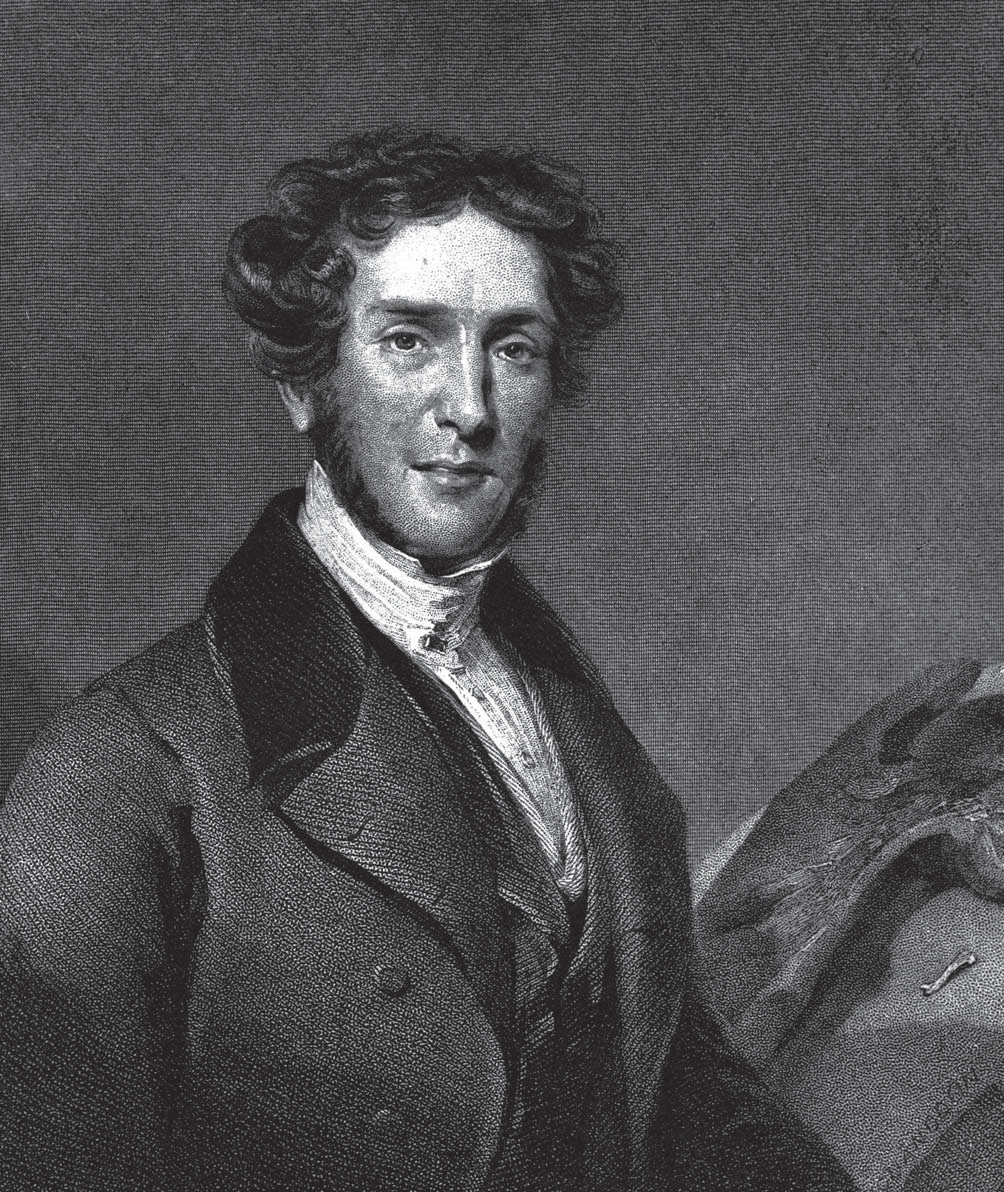
Gideon Algernon Mantell

Iguanodon was vermoedelijk de eerste dinosauriër die als zodanig ontdekt werd — Streptospondylus werd al beschreven in 1808 maar als krokodil — hoewel Megalosaurus eerder benoemd zou worden. Vanaf het begin van de negentiende eeuw — de eerste exact te dateren vondst is een scheenbeen uit 1809 — werden in steengroeven bij het Zuid-Engelse Cuckfield in West Sussex, in het gebied van Tilgate Forest brokken zandsteen met fossielen, waaronder grote tanden en botten, aangetroffen in een laag die de Tilgate Grit heet. De beste stukken werden door de steenwerkers aan verzamelaars verkocht. In 1817 verwierf een jonge huisarts met interesse voor paleontologie, Gideon Mantell, daar een aantal van en na een wat grotere aankoop in juni 1819 van schoenmaker James Leney die als tussenhandelaar fungeerde, besloot hij eens een kijkje te nemen in de belangrijkste groeve bij het gehucht Whitemans Green. Vanaf augustus 1820 begon hij er zelf in zijn vrije tijd opgravingen te verrichten, waarbij hij aanwijzingen gaf aan de arbeiders. Al snel leidde hij uit fossiele plantenresten af dat de aardlaag 'secundair' was, dus uit wat wij nu het Mesozoïcum noemen. In dit tijdperk bestonden nog geen grote zoogdieren — in 1820 was zelfs geen enkel zoogdier uit dat tijdperk gevonden — en hij nam dus eerst aan dat de botten aan zeereptielen toebehoorden aangezien grote landreptielen nog onbekend waren. In de zomer van 1821 wijzigde hij zijn opvatting omdat de beenderen — hij had ondertussen, mede door te ruilen met andere verzamelaars, een aardig deel van het skelet weten te reconstrueren — niet overeenkwamen met de bekende skeletten van ichthyosauriërs. Sommige losse tanden uit de groeve kwamen van wat wij nu theropoden noemen, dus van vleesetende sauriërs. Vanwege een zekere overeenkomst met de tandvorm van krokodillen nam Mantell nu aan dat de botten die van een reusachtige krokodil waren. Datzelfde jaar nog vond zijn vrouw Mary Mantell, die de interesses van haar man deelde, echter een tand die duidelijk niet aan een vleeseter toebehoorde. Volgens het verhaal dat Mantell in zijn boek van 1822 vertelde, vond ze de tand toen ze steenslag bekeek die wegwerkers aanbrachten, terwijl ze naast hun rijtuig op Mantell wachtte die een doktersbezoek aflegde. In 1851 beweerde Mantell echter de herbivore tanden zelf gevonden te hebben. Vermoedelijk overzag Mary, die veel meer vrije tijd had en met Mantell getrouwd was vanuit een gedeelde passie voor geologie, een belangrijk deel van de opgravingen en wilde Mantell in 1822 haar reputatie beschermen: een respectabele vrouw van haar stand hield zich in die periode niet met zulke zaken bezig. Veel bronnen geven het publicatiejaar van het boek ten onrechte als het jaar van de vondst maar de tand wordt al in 1821 in Mantells notities vermeld — zonder de vermelding dat Mary de ontdekking gedaan zou hebben.
Uit de afgesleten tandkroon viel af te leiden dat het dier waarvan het afkomstig was een planteneter moest zijn geweest. De tanden deden Mantell nog het meest aan de snijtanden van een neushoorn denken. Met grote aarzeling trok hij de conclusie dat zijn fossiel skelet en de afwijkende tand bij elkaar hoorden en dat ze van een reusachtige plantenetende hagedis waren. Nu hij erop geattendeerd was, lukte het hem nog meer van dit soort tanden te vinden. Op 4 oktober 1821 werd hij bezocht door de geoloog Charles Lyell en die informeerde hem dat professor William Buckland bij Oxford ook een reusachtig dier uit het 'Secundaire Tijdperk' ontdekt had (wat later Megalosaurus genoemd zou worden) en dat dit door de gezaghebbende Georges Cuvier gedetermineerd was als een carnivoor, landbewonend reptiel. Dit sterkte Mantell in zijn opvattingen maar bracht hem ook op het foute idee dat de botten aan twee verschillende dieren toebehoorden, een carnivoor en de ander herbivoor.

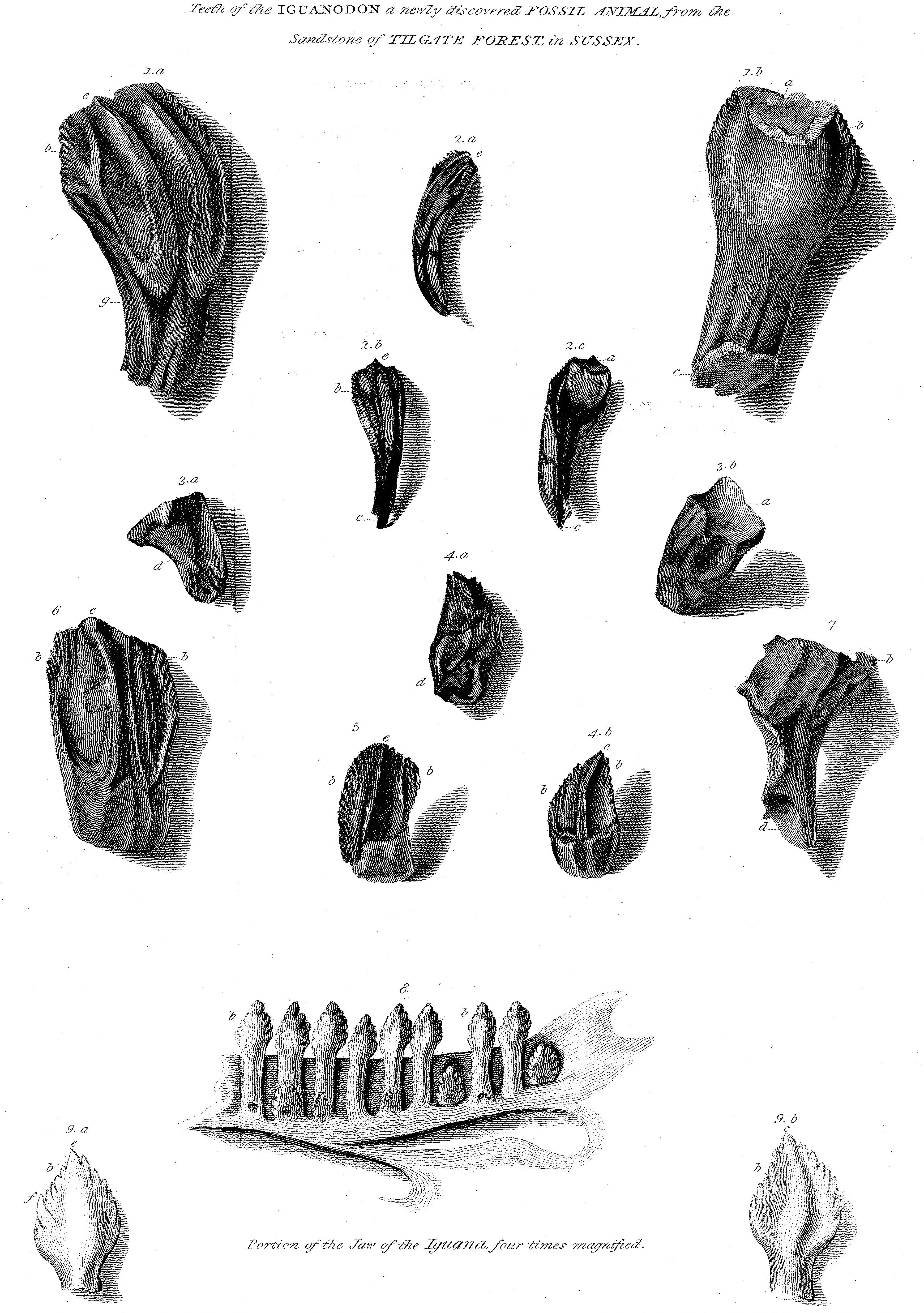
Enkele exemplaren van de tanden, zoals getoond door Mantells publicatie van 1825, met onderaan ter vergelijking leguanentanden

#### De eerste publicatie door Mantell
In mei 1822 publiceerde Mantell een duur, door zijn vrouw geïllustreerd, boek over de fossielen van zijn streek, Fossils of the South Downs, en daarin vermeldde hij de vondst als een 'dier van enorme grootte uit de Hagedissentribus'. Maar hij benoemde het nog niet; het leek hem als amateur beter Buckland niet voor het hoofd te stoten door eerder dan hij de carnivoor te benoemen en hij wilde nog verdere informatie inwinnen voordat hij al te opzienbarende beweringen deed over een reusachtige planteneter. Hij vermeldde dus niet dat hij het bestaan daarvan aannam. Hij bracht het animal of the Lizard Tribe of enormous magnitude juist met de carnivore tanden in verband en andere grote botten vermeldde hij apart samen met de tand, zonder er een nadere bepaling van te geven of ze verder in relatie te brengen. Diezelfde maand bracht hij de herbivore tanden naar een vergadering van de Geological Society in Londen waar ook Buckland aanwezig was, maar dat liep op een teleurstelling uit. De leden meenden dat ze van een vis waren of misschien een vrij recente fossiele neushoorn. Het hoofdargument was dat ze aannamen dat de Weald-formatie waar de fossielen aangetroffen waren, uit het Tertiair stamde en dus geen grote reptielen kón bevatten. Mantell riep hierop het oordeel van Lyell in die na gezamenlijk onderzoek concludeerde dat het wel degelijk 'secundaire' gesteenten betrof. In een brief aan de Geological Society die op 17 januari 1823 werd voorgedragen op de vergadering verwees Mantell naar de nieuwe gegevens en openbaarde voor het eerst zijn hypothese dat hij een reusachtige herbivore hagedis had gevonden. Hij maakte echter zo weinig indruk dat het geschrift niet eens gepubliceerd werd in de handelingen.

#### Cuvier oordeelt dat het om een neushoorn gaat

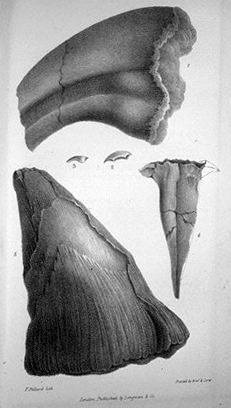
Klauwen van Iguanodon; onderaan de duimkegel die eerst voor een hoorn werd aangezien

Op 23 juni 1823 liet Lyell in Parijs op een soirée van Cuvier de tand zien en die werd door de grote geleerde onmiddellijk afgedaan als de bovensnijtand van een neushoorn; wat middenhandsbeenderen als die van een nijlpaard. De volgende dag al verklaarde Cuvier dat hij daar bij nader inzien toch niet zo zeker van was maar Lyell gaf alleen het eerste oordeel aan Mantell door. Mantell trok de conclusie dat hij zichzelf voor de gek gehouden had en de relatie met zijn vrouw bekoelde aanzienlijk. Buckland concludeerde wat anders, namelijk dat als de tand niet bij het reptiel hoorde, Mantells ontdekking wellicht identiek was aan zijn carnivore hagedis en dat het dus tijd werd daarover eens te publiceren voordat de ander hem voor zou zijn. Begin februari 1824 benoemde hij tijdens een voordracht aan de Geological Society Megalosaurus. Mantell was een van de toehoorders; toen Buckland aangaf dat zijn hagedis gezien de grootte van het dijbeen weleens twaalf meter lang kon zijn, vertelde Mantell dat hij een fossiel dijbeen gevonden had van dubbele afmetingen. Nu werd Buckland toch wel heel nieuwsgierig en op 6 maart bezocht hij voor het eerst Mantell en raakte onder de indruk van diens fossielen. In de publicatie van de voordracht nam hij ook een verwijzing op naar Mantells vondst en schatte de lengte van het levende dier op twintig meter. Hiermee aanvaardde Buckland echter impliciet dat de aardlagen van Cuckfield 'secundair' waren en dat zette de identificatie van de herbivore tanden als die van een neushoorn op losse schroeven. Buckland probeerde die overeind te houden door aan te nemen dat de tanden vanuit een jongere laag in een oudere terecht waren gekomen; dat soort zaken is niet zeldzaam. De vondst van een grote hoorn zag hij als aanvullend bewijs dat dit inderdaad het geval was — die leek immers ook weer op een neushoorn te duiden.

#### Cuvier herroept zijn opvatting enIguanodonwordt door Mantell benoemd
Mantell daarentegen was steeds minder geneigd Cuviers oordeel te aanvaarden. Hij besloot de tanden veel nauwkeuriger te bestuderen en merkte op dat ze, aangezien de bovenkant paste in een holte aan de onderkant, kennelijk steeds vervangen werden door nieuwe tanden, een eigenschap die geen enkel zoogdier bezit maar wel kenmerkend is voor reptielen. Ze waren ook voorzien van vele vreemde inkepingen aan de rand. In het voorjaar van 1824 zond hij illustraties aan Cuvier voor opneming in diens nieuwe boek over fossielen en sloot bij de zending meteen een aantal tanden in met het verzoek er nog eens een oordeel over te geven. Cuvier antwoordde op 20 juni in een zeer beleefde brief dat de tanden hem 'zeker onbekend' waren maar in ieder geval niet aan een roofdier of vis toebehoorden. Waarschijnlijk waren ze van een reptiel en voorzichtig stelde Cuvier zich de vraag of dat inderdaad niet herbivoor geweest zou kunnen zijn. De determinatie als neushoorn was dus van de baan en de boodschap was dat Mantell iets heel bijzonders in handen had — zelden gaf Cuvier zijn onwetendheid toe. Hierdoor aangemoedigd bezocht Mantell in september te Londen de biologische verzameling van het Hunterian in Glasgow om een ander reptiel te vinden met soortgelijke tanden. Dat lukte eerst niet maar assistent-curator Samuel Stutchbury herinnerde zich tijdens de zoektocht plotseling dat hij zojuist een leguaan (iguana in het Engels) op sterk water had gezet met precies zulke tanden met inkepingen, zij het in volume tienduizendmaal kleiner. Mantell meende nu voldoende ondersteuning te hebben om het dier te benoemen. Eerst wilde hij het 'Iguana-saurus' ('leguaanhagedis') noemen, maar op advies van William Conybeare, die erop wees dat die naam, afgezien van het kromme Latijn, ten opzichte van de leguaan zelf niet veel onderscheidend vermogen bezat, veranderde hij dat in december in Iguanodon, 'leguaantand', een combinatie van iguana en het Klassiek Griekse, ~όδων, ~odoon, 'getand' of ὀδών, odoon, 'tand'. De naam Iguanosaurus had al wel zijn weg gevonden naar een krantenartikel maar bleef een nomen nudum. In de herfst was ook een nieuwe uitgave van Cuviers Recherches sur les Ossemens Fossiles verschenen waarin deze toegaf ten aanzien van de tanden eerst een fout gemaakt te hebben maar later door Mantell op het goede spoor te zijn gezet. De belangrijkste geleerden van Europa vroegen nu ook aan Mantell om specimina van de tanden en zijn naam was gemaakt. Op 10 februari 1825 werd een brief van hem voorgedragen aan de prestigieuze Royal Society waarin Iguanodon benoemd werd. Mantell gaf nog geen soortaanduiding; in 1829 zou Friedrich Holl de soort Iguanodon anglicum noemen, vanuit de onjuiste veronderstelling dat odoon een onzijdig zelfstandig naamwoord was; in 1850 zou dat door Heinrich Georg Bronn verbeterd worden tot Iguanodon anglicus; anglicus betekent 'Engels'. Naar huidige inzichten stammen de fossielen van Mantell uit de Grinstead Clay Formation die dateert uit het middelste Valanginien, Iguanodon anglicus is daarmee ongeveer 138 miljoen jaar oud.

#### Van hagedis tot rechtopstaande dinosauriër

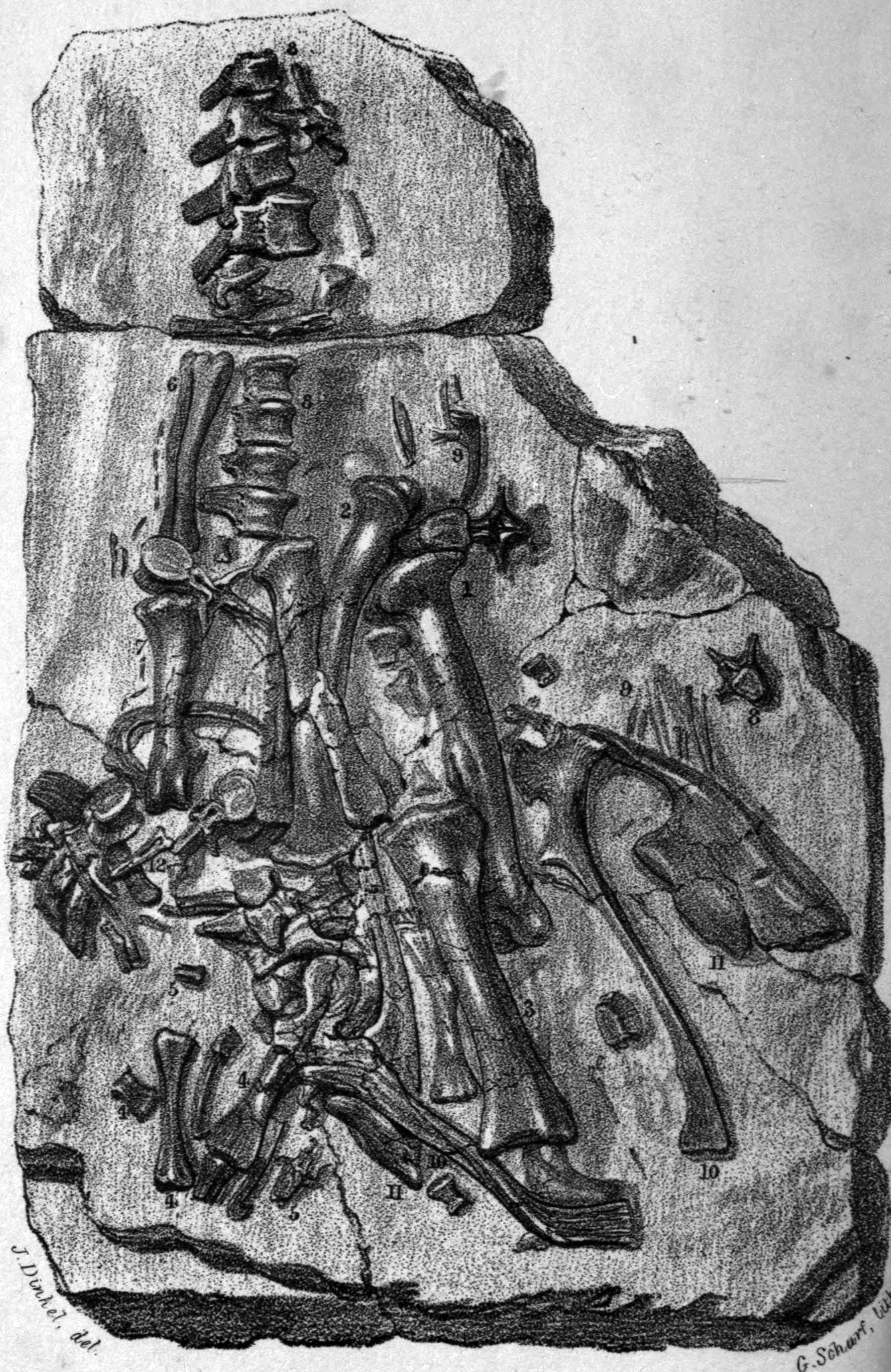
De Maidstone slab of Mantel-piece uit 1834

Mantell stelde de botten vanaf 1829 tentoon in een eigen museumpje in Lewes en later in een grotere ruimte in Brighton. Hij wist nog steeds niet of ze allemaal aan zijn Iguanodon toebehoorden; hij hield het voor waarschijnlijk dat sommigen van een grote roofsauriër waren als Megalosaurus. In juni 1834 verwierf hij echter van William Harding Benstead, de eigenaar van een steengroeve, voor £25,- een flink steenblok uit Maidstone in Kent, in februari dat jaar door een buskruitexplosie uit het gesteente losgeslagen, waarin een groot aantal skeletdelen en losse tanden van een grote sauriër; de tanden waren van hetzelfde type als Iguanodon. Die botten lagen weliswaar door elkaar zodat hij nog steeds geen goed beeld kreeg van de bouw van het dier maar nu kon hij tenminste zien wat bij wat hoorde. Het specimen werd de Maidstone Slab of de Mantel(l)-piece genoemd. Al in 1833 had hij door extrapolatie, dus door vergelijking met een huidige leguaan, geschat dat Iguanodon tussen de vijftien en dertig meter lang was. De nieuwe vondst stelde hem tot een betere reconstructie in staat die echter naar wat nu bekend is niet erg met de werkelijkheid overeenkwam. Mantell bleef van het hagedismodel uitgaan. De duimkegel werd als een hoorn op de neus geplaatst.
In 1838 moest Mantell zijn collectie door geldgebrek voor £4000,- verkopen aan het British Museum. Richard Owen zou daarom degene zijn die de botten verder het nauwkeurigst zou bestuderen, waaronder de Maidstone Slab die nu het inventarisnummer BMNH 3741 kreeg. In het begin werkten Owen en Mantell nog samen. Microscopisch onderzoek van de interne structuur van de tanden overtuigde Owen er in 1840 van dat Iguanodon weinig weg had van een modern reptiel en in 'organisatiegraad' meer op een zoogdier leek. Toen in 1842 de Dinosauria door Richard Owen voor het eerst benoemd werden, werd Iguanodon met Megalosaurus en Hylaeosaurus in deze groep geplaatst. De voordracht in augustus 1841 waarin hij aankondigde deze drie in een apart taxon te verenigen, bevatte echter ernstige kritiek aan het adres van Mantell. Owen merkte op dat de leguaan eigenlijk het slechtst mogelijke model was om Iguanodon mee te interpreteren en dat de naam daarom uiterst ongelukkig gekozen was. Verder presenteerde Owen allerlei resultaten van Mantells onderzoek alsof hij ze zelf ontdekt had. Dit leidde tot een breuk tussen de twee mannen.

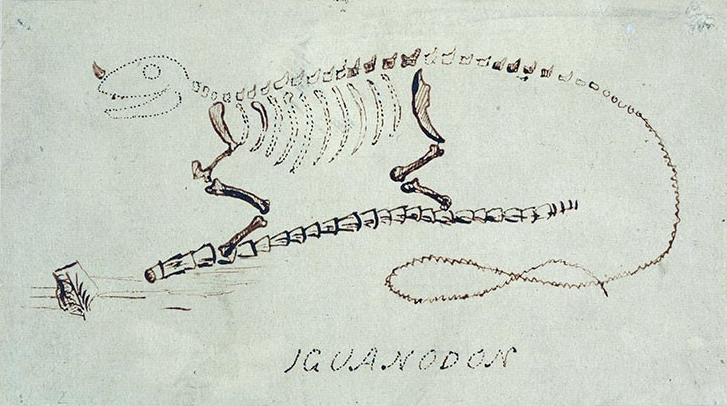
Mantells tekening van zijn oorspronkelijke interpretatie van Iguanodon: een reusachtige hagedis. Let op de hoorn op de neus

Via verzamelaar George Bax Holmes kreeg Owen een stel klauwen van Iguanodon in handen die nog tweemaal groter waren dan de eerdere vondsten. Die gebruikte hij als een doorslaggevend argument tegen het hagedismodel: daarbinnen zou men moeten aannemen dat Iguanodon tweehonderd voet, ofwel zestig meter, lang zou zijn geweest. Eind 1841 kon hij ook een nieuwe vondst uit Wight van de samengegroeide bekkenwervels van Iguanodon bestuderen. Owen begreep dat die zo verstevigd waren om het gewicht van meer verticaal geplaatste achterpoten te dragen en dat Iguanodon dus meer als een zoogdier gebouwd was en veel korter dan Mantell aannam: zo'n acht meter. In de publicatie in 1842 van de voordracht, waarin voor het eerst het woord Dinosauria gebruikt werd, bekritiseerde Owen Mantells interpretatie nog eens extra op basis van de nieuwe gegevens.

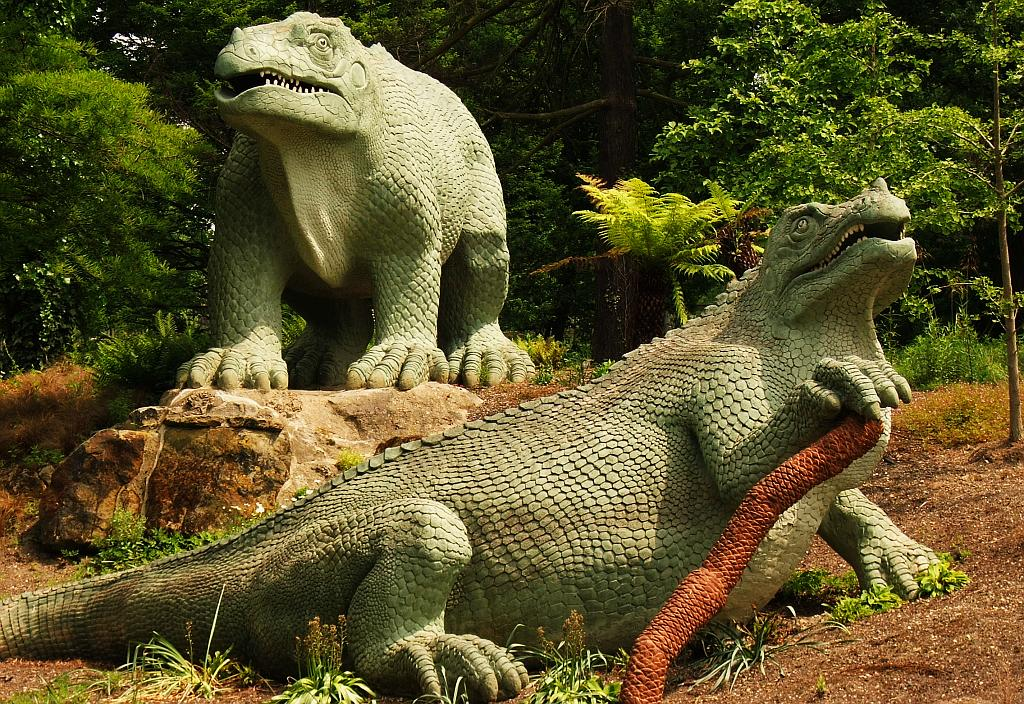
De levensgrote betonnen beelden van Hawkins

In maart 1848 verkreeg Mantell voor het eerst een stuk kaak, van steengroeve-eigenaar Lambert Brickenden, zodat de band tussen de tanden en het dier definitief bevestigd werd. Deze beschreef hij in een voordracht aan de Royal Geological Society van 18 mei. Hierin aanvaardde hij ook Owens ideeën over de algemene lichaamshouding, hoewel hij het hoofd iets groter inschatte dan Owen gedaan had. Uit de openingen voor bloedvaten in de kaak leidde hij af dat Iguanodon vooruitstekende lippen had om te grijpen en een lange grijptong — zaken waarvan nu bekend is dat ze niet kloppen, maar die nog heel lang in beschrijvingen, in woord of beeld, van het dier zouden opduiken. Toen Mantell de voordracht beëindigd had, stond Owen op en meldde dat hij al eerder een kaak van een jonge Iguanodon verworven had. In maart 1849 had Mantell weer een voordracht aan de Society, waarin hij op grond van nieuwe vondsten de ruggengraat van Iguanodon vrijwel volledig beschreef en aantoonde dat verschillende wervels die Owen eerder aan andere soorten had toegewezen, in feite aan Iguanodon behoorden. Ook lukte het hem een opperarmbeen te identificeren: uit de korte lengte daarvan concludeerde hij dat de voorpoten gebruikt werden als grijporganen. Mantell had zo uiteindelijk een veel beter beeld gekregen van het dier, waarvan hij nu de meeste delen bezat met uitzondering van de bovenkant van de schedel en delen van de handen. Hiervoor kreeg de nu ernstig zieke Mantell van de Society op 30 november 1849 de Royal Medal, ondanks tegenwerking van Owen, wat bij Mantell de bekende verzuchting opriep: 'Wat jammer dat een man van zoveel talent zo achterbaks en nijdig moet zijn!'.

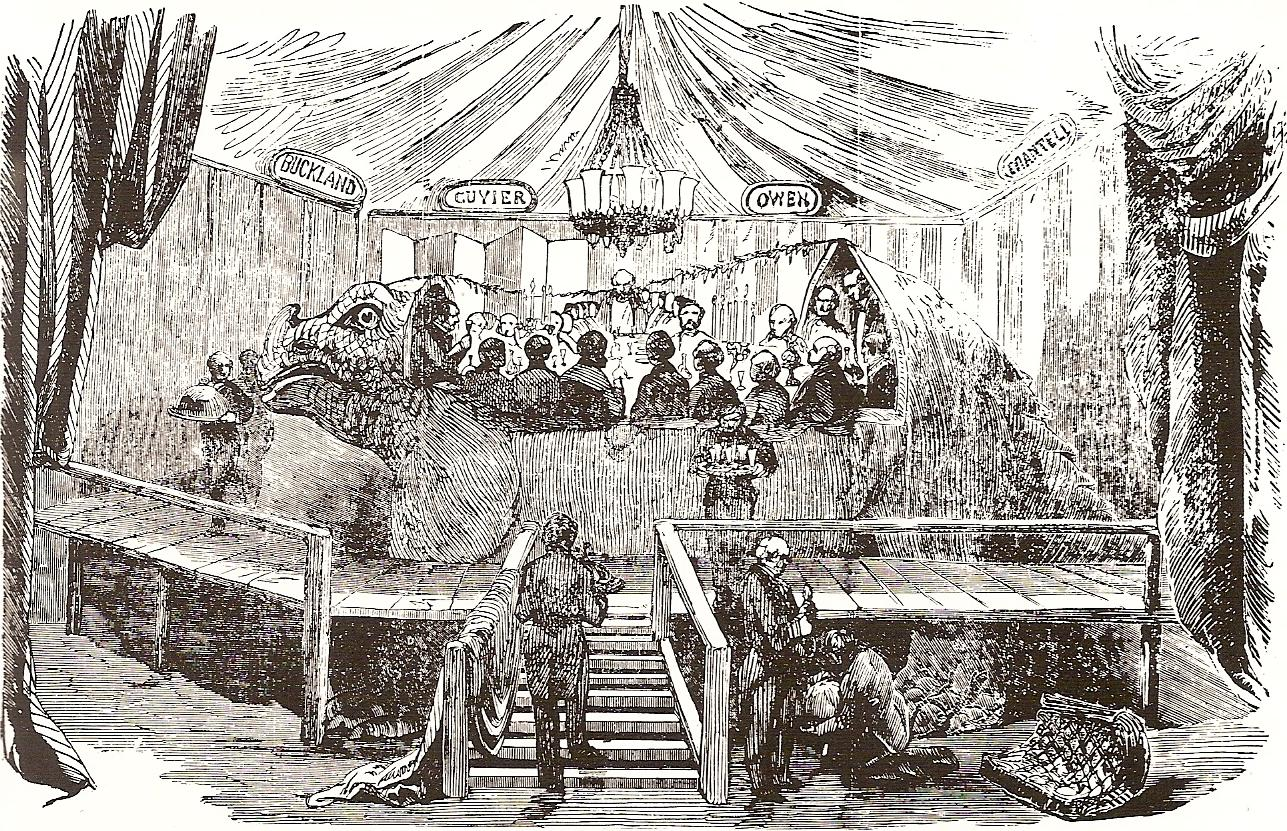
Het diner in iguanodons buik

Mantell werd in 1852 verzocht de bouw van dinosauriërbeelden voor de tentoonstelling in en bij het Crystal Palace te begeleiden maar dat jaar stierf hij zodat de reconstructie door Benjamin Waterhouse Hawkins van Iguanodon — die zo groot was dat bij de aanbouw er op 31 december 1853 een diner voor geleerden in gegeven kon worden — niet zijn laatste denkbeelden kon weerspiegelen en een 'Oweniaans' uiterlijk kreeg als zware viervoeter. Het zou bijna dertig jaar duren voordat nieuwe vondsten Mantells inzicht dat de voorste ledematen elegant gebouwd waren, zouden bevestigen.

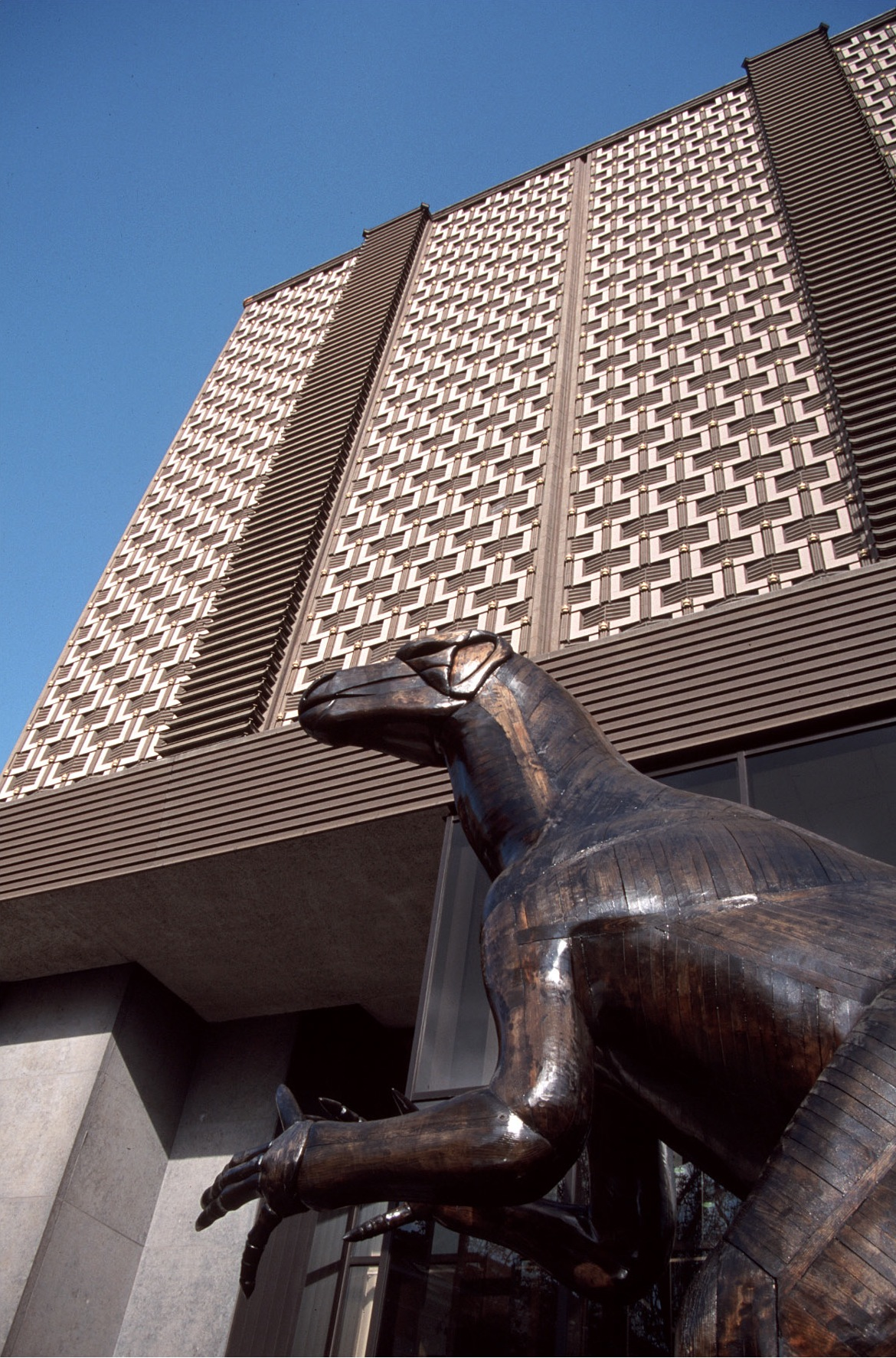
Iguanodon voor de ingang van het Museum voor Natuurwetenschappen

### België

#### De vondst
Alle Engelse vondsten waren onvolledig geweest en betroffen individuele exemplaren, van elkaar gescheiden in ruimte en tijd. In 1878 echter werd geheel onverwacht op één vindplaats in België, een steenkoolmijn bij Bernissart, een groot aantal volledige skeletten van Iguanodon gevonden. Het verhaal van de vondst is erg beroemd.
Mijnwerkers van de Fosse Sainte Barbe ontdekten begin dat jaar dat een belangrijke steenkoollaag, de 'Luronne' op 322 meter diepte, doorsneden werd door een kleiput, een trechterverzakking of cran, gevuld met grijs sediment en puin. Ze probeerden daar zo snel mogelijk doorheen te graven om de steenkool weer te bereiken. Op 28 februari stuitten twee mijnwerkers, Jules Cretteur en Alphonse Blanchard, na tien meter ver te zijn doorgedrongen met hun houwelen op zeer harde en zwarte stukken, die ze eerst aanzagen voor fossiel hout gevuld met goud. Na een tijdje begrepen ze dat het 'hout' wellicht fossiel bot was en het 'goud', helaas, pyriet dat in de botholten uitgekristalliseerd was. Gedurende maart werden tijdens het afvoeren van het puin steeds meer fossielen naar boven gebracht. Mijnopziener Motuelle besloot de vreemde zaken te verzamelen en aan de directie voor te leggen. Die riep op 2 april een zekere dokter L'Hoir erbij die in het lokale café Dubrueille aan het pyriet een stuk in vlam zette en concludeerde dat het inderdaad bot betrof. De directie lichtte hierop geoloog François-Louis Cornet in. Die dacht eerst met een verlate 1 aprilgrap van doen te hebben maar na herhaald aandringen arriveerde hij alsnog op 8 april en begreep meteen hoe speciaal de vondst was. Hij stuurde de volgende dag fragmenten naar zoöloog professor Pierre-Joseph van Beneden van de Katholieke Universiteit Leuven die op 7 mei aan de tanden als eerste vaststelde dat het om Iguanodon ging. Ondertussen had een directeur van de mijn, ingenieur Gustave Fagès, provinciaal mijninspecteur Gustave Arnould gecontacteerd en die riep op 12 april via Édouard Dupont, directeur van het Koninklijk Museum voor Natuurlijke Historie te Brussel, met een spoedtelegram de hulp in van Louis F. de Pauw, de preparateur van het museum, die in België een zekere reputatie had op dit gebied omdat hij 1860 een mammoet had geborgen.

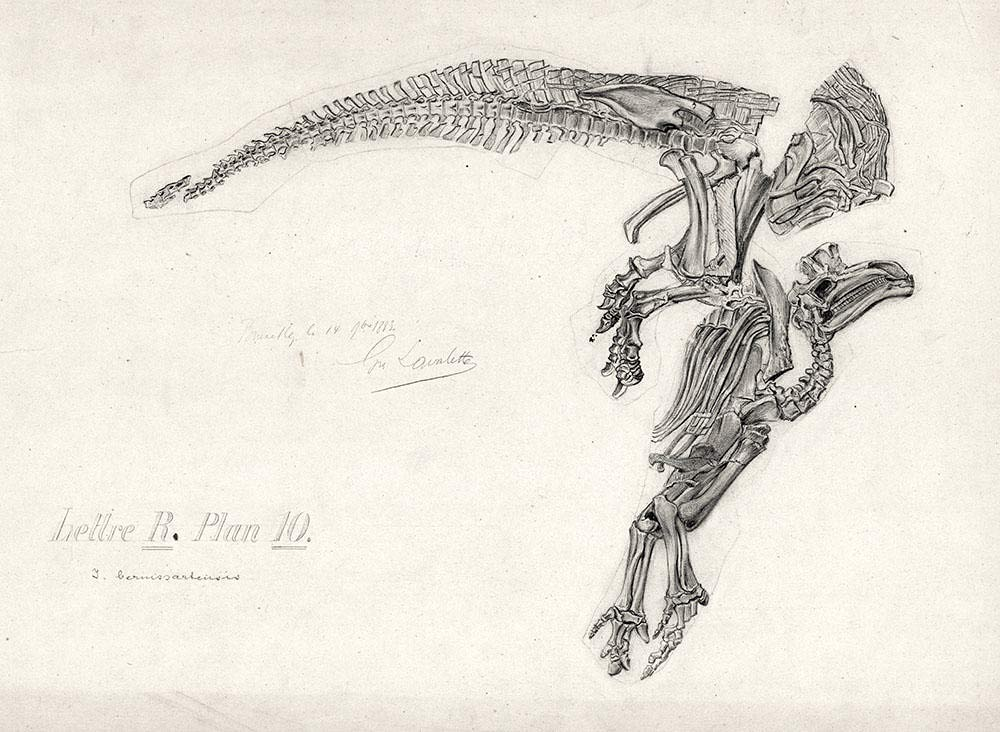
In dit soort potloodschetsen van Gustave Lavalette werd in het museum de vondstpositie nauwkeurig gedocumenteerd. De iguanodons werden ten dele in een natuurlijke houding aangetroffen die echter niet als zodanig herkend werd

#### Berging door De Pauw
Op 13 april kwam Louis François De Pauw aan en besloot na het zien van de opgedolven fossielen zelf af te dalen. Meteen groef hij in een uur tijd een heel achterbeen uit maar al bij het naar boven brengen spleten de botten door de blootstelling aan de lucht. Hij begreep dat de zaak veel grondiger aangepakt moest worden en vertrok, na met de mijn overeengekomen te zijn dat in ruil voor het opgravingswerk de fossielen aan het museum zouden worden geschonken, weer naar Brussel om op 10 mei beter voorbereid terug te keren. Op 15 mei begon hij met twee medewerkers, waaronder mouleerder Auguste Vandepoel, een nieuw uitgedachte bergingstechniek toe te passen, waarbij de gevonden botten eerst meteen weer met natte klei werden bedekt, dan met een laagje nat papier, daarna per blootgelegde zijde met een laag van vijf à tien centimeter gips en uiteindelijk gevat in ijzeren ringen die ook weer in gips gegoten werden. Pas daarna ondergroef men dit geheel zodat het los kwam van het gesteente waarna ook dit breukvlak weer met gips bedekt werd. Het project was niet zonder gevaren: steeds wanneer men op een skelet stuitte, werd de gang zijwaarts, naar boven of onder verder uitgehold waardoor het almaar moeilijker werd alles te blijven onderstutten en dat terwijl de cran doortrokken was van wateraders. Nadat er al verscheidene verzakkingen en instortingen waren geweest, moest men in de middag van 22 oktober de opgraving overhaast evacueren omdat het water doorbrak en de gang onderliep. Toen waren er vijf skeletten verzameld.
Op 12 mei 1879 begon De Pauw opnieuw, nadat via een gietijzeren schacht de locatie weer ontwaterd was. Men vond daarna veertien iguanodons, twee schildpadden (Chitracephalus) en twee krokodilachtigen (Bernissartia). Een nieuwe zijgang van vijftig meter leverde nog eens acht iguanodons en een krokodilachtige op. In 1881 was het mogelijk om na verdieping van de hoofdschacht een gang op 356 meter diepte te graven. De kleitrechter bleek daar op een punt uit te lopen met een doorsnede van maar acht meter; toch werden er nog drie iguanodons gevonden.

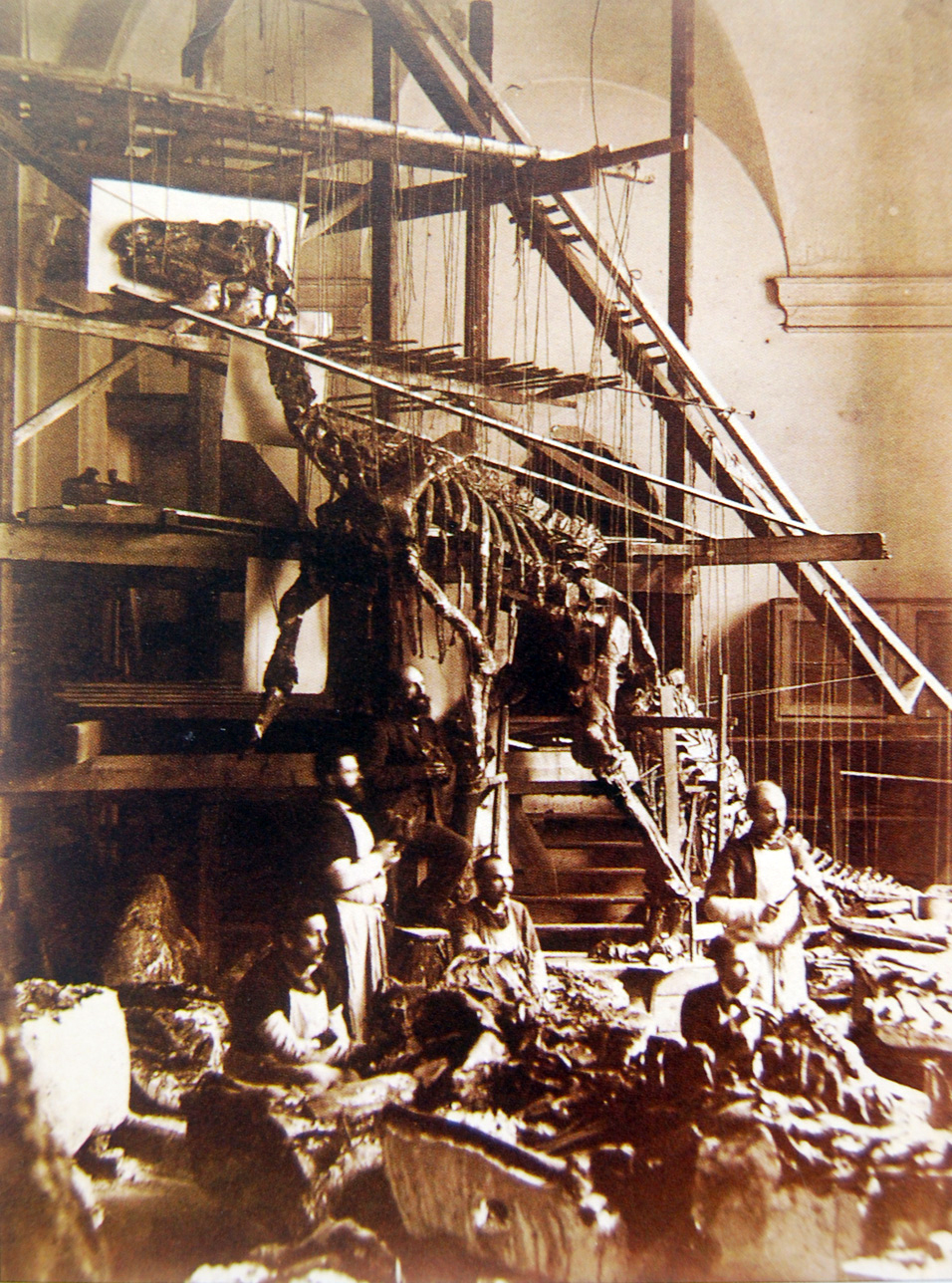
De reconstructie in de St Joriskapel

De Pauw zou in die drie jaar uiteindelijk zo'n zeshonderd blokken met een totaalgewicht van 130 ton op verhuiswagens — in die tijd natuurlijk nog door paarden getrokken — naar Brussel laten vervoeren. De fossielen moesten al onder de grond beschermd worden omdat, zoals Arnould al meteen had vastgesteld, het pyriet na blootstelling aan de lucht begon te oxideren en omgezet werd in bros gips, rozeniet (ijzer(II)sulfaat) en limoniet (ijzer(III)oxide) met een groter volume zodat de oorspronkelijke botvorm aangetast werd. Al in 1878 begon De Pauw ze weer uit hun gipsen omhulsel te halen. Men probeerde daarbij de oxidatie tegen te gaan door ze meteen na opening per zijde met een dikke laag huidenlijm in te smeren. Daarna werd het blok overgoten met kokende gelatine gemaakt van gelijke delen huidenlijm, geraspte hoeven en beenderlijm, ter conservering vermengd met kruidnagelolie, om het te impregneren. Na een uur lang te hebben kunnen intrekken werd het surplus aan gelatine verwijderd door het blok in een oven te bakken waarna het proces herhaald werd voor de andere zijde. De volgende fase bestond uit het zo veel mogelijk verwijderen van het gips en het pyriet, waarbij steeds opnieuw lijmlagen werden aangebracht. Uit sommige wervels kon wel een kilo pyriet gehaald worden. Beschadigingen, vooral waar pyriet verwijderd was, werden gecamoufleerd met een papier-maché gemaakt van papier, huidenlijm en krijt, ondersteund door ijzerdraad. Uiteindelijk werden de beenderen extra geïsoleerd door er een laagje tinfolie (zilverpapier) op aan te brengen. Ondanks de conserveringspogingen raakten ze door de 'pyrietziekte' nog zwaar beschadigd: het was niet mogelijk alle pyriet te verwijderen en juist door de isolatie vertraagde het drogingsproces en werd de schade vergroot.

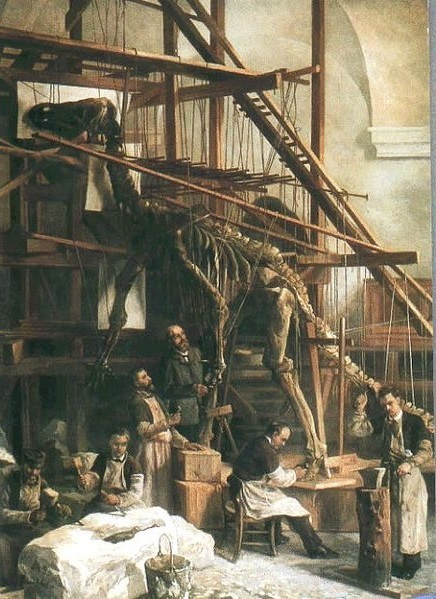
Een schilderij van de reconstructie

De opgravingen werden door geldgebrek gestopt, hoewel de trechter, waarvan de fossieldragende lagen minstens vijftig meter hoog zijn, nog lang niet helemaal was verkend en er dus waarschijnlijk nog een veelvoud aan skeletten verborgen moet liggen. De mijnmaatschappij, de Societé des Charbonnage de Bernissart, schoot alle kosten voor en had toen al 70.000 Belgische frank uitgegeven en ook nog 26.000 frank boete moeten betalen omdat te weinig steenkool gewonnen werd, hoewel de skeletten aan de Belgische staat gedoneerd werden. De Belgische regering kende op 4 augustus 1879 een subsidie van 15.000 frank toe en op 30 juni 1881 nog eens 25.000 frank. In 1885 werden de kosten van een verdere uitgraving op 50.000 frank geschat — maar de geldswaarde per skelet op 100.000 frank. Een aanbod van Frankrijk, in deze vertegenwoordigd door professor Albert Gaudry, om geld bij te dragen (en een schelpenverzameling) in ruil voor een van de skeletten werd na nationalistische protesten afgewezen. Overigens was de verwerkingscapaciteit van het museum al overbelast zodat men aan meer fossielen eigenlijk geen behoefte had.
Latere projecten om de resterende fossielen alsnog boven de grond te brengen, liepen op niets uit. Tussen 1915 en 1918 gaf de Duitse geleerde Otto Jaekel onder de Duitse bezetting tijdens de Eerste Wereldoorlog leiding aan de belangrijkste poging. Een nieuwe mijnschacht werd gegraven maar voordat een gang daaruit de trechter kon bereiken, werd de bezetter weer verdreven. Museumdirecteur Gustave Gilson hoopte nog dat het project na de oorlog doorgang zou vinden, maar de Belgische regering vond de kosten, begroot op een miljoen frank, te hoog. Het gangenstelsel is sinds oktober 1921 ondergelopen.

#### Expositie

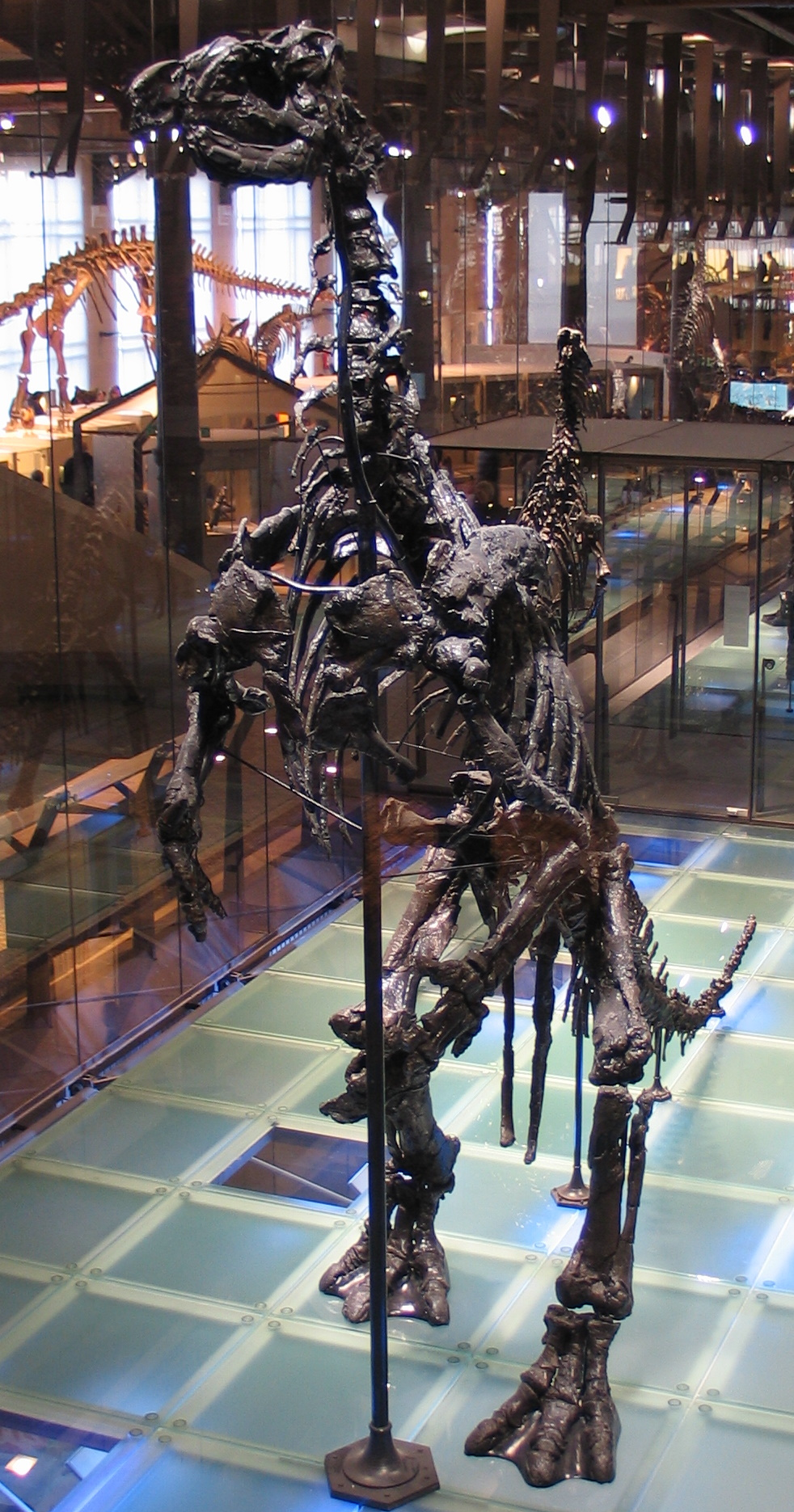
Tegenwoordig vormen de iguanodons te Brussel de grootste expositie van mesozoïsche dinosauriërskeletten van één soort

De vondst in Bernissart van vierentwintig complete en zeven onvolledige skeletten vormt tegenwoordig de op twee na grootste verzameling van dinosauriërs van één soort die op dezelfde locatie is geborgen. In 1878 was het de eerste keer dat er zo veel volledige resten van dinosauriërs werden opgegraven. De skeletten werden, onder leiding van de (toen nog) Fransman Louis Dollo, vanaf 1882 gereconstrueerd in de St. Joriskapel van het toenmalige museumgebouw, het Hof van Nassau. De beenderen werden bevestigd op een smeedijzeren armatuur. Op de binnenplaats van het gebouw werd vanaf juli 1883 ook het eerste skelet tentoongesteld, in een glazen kooi. Het betrof specimen 'Q', het latere neotype, dat al snel vergezeld werd van specimen 'T', het type van Dollodon. De expositie trok ieder jaar zo'n honderdduizend bezoekers, waarvoor het gebouw eigenlijk te krap was. Daarbij was de glazen vitrine 's zomers zo heet dat de gelatine uit de botten smolt. In 1892 verhuisden de iguanodons naar het Leopoldspark en het op 22 juli 1891 geopende Musée royal d'Histoire naturelle. Daar werden de skeletten niet meteen weer getoond; pas in 1899 liet men er vijf zien in een vitrine naast de ingang. In 1902 werd een speciale Janletvleugel (Aile Janlet), zo aangeduid omdat hij ontworpen was door architect Émile Janlet, voor de skeletten geopend waar ze nog steeds te bezichtigen zijn in het Museum voor Natuurwetenschappen in Brussel.
Tijdens de Eerste Wereldoorlog werden de iguanodons opgeslagen in een vochtige kelder, waardoor de 'pyrietziekte' weer begon op te spelen, die eigenlijk nooit helemaal tot stoppen gebracht was omdat de skeletten in de Janletvleugel oorspronkelijk volledig vrij stonden, niet door glas afgeschermd van wisselingen in temperatuur en vochtigheid. In 1932 luidde museumdirecteur Victor van Straelen de noodklok, wat bij de overheid slechts de reactie uitlokte dat men de specimina dan maar moest verkopen. Dat plan riep echter zoveel protest op dat alsnog de nodige fondsen ter restauratie konden worden verworven. Van december 1935 tot augustus 1936 zijn de skeletten opnieuw behandeld om ze te stabiliseren met schellak. Tegen een kostprijs van 750.000 frank werden de botten geïmpregneerd met 390 kilo gom, opgelost in vierduizend liter alcohol, waarna ze werden geëxposeerd in glazen vitrinekasten. Hierdoor kregen ze hun huidige bruine uiterlijk; achteraf moest vastgesteld worden dat door de schellak opnieuw meer vocht werd vastgehouden en de schade weer vergroot, ook doordat ze tijdens de Tweede Wereldoorlog opnieuw te vochtig werden opgeslagen. Daarna had de ruimte te lijden onder gebrekkig onderhoud; de skeletten moesten soms met plastic worden afgedekt tegen van het plafond druipend water. Vanaf de jaren zeventig tot 1982 werd het gebouw gerenoveerd.
In 1985 maakten twee iguanodons voor het eerst een buitenlandse reis en werden ze tentoongesteld in Japan, in de steden Tokyo en Nagoya. Naar aanleiding van de herlevende aandacht die dit teweegbracht, stelden wetenschappers in 1987 voor om tegen een prijs van een miljard frank de resterende skeletten alsnog boven de grond te brengen, maar het zou er niet van komen. In 1988 was er weer een reis naar Japan, nu naar Osaka. In juni 2002 werd één skelet, al eerder, in 1998, uitgeleend aan het Musée des Beaux-Arts de Valenciennes, neergezet in het Musée de l'Iguanodon in Bernissart. Zes specimina waren tussen 2004 en 2006 in bruikleen bij het Museo de la Ciencia te Barcelona. In 2007 werd een volledige modernisering van de Janletvleugel voltooid. Tussen 2003 en mei 2007 werden de skeletten daartoe weer geheel gerestaureerd. Nog meer pyriet werd verwijderd. De impregnatie door huidenlijm en schellak werd vervangen door polyvinylacetaat. In plaats van beenderlijm werd nu cyanoacrylaat en epoxyhars toegepast om de stukken bijeen te houden. De oorspronkelijke armatuur bleek echter nog bruikbaar en de delen in papier-machée of papier-carton konden grotendeels blijven zitten. Om de fossielen niet onnodig te verhitten gebruikt men nu ledlampen.

#### Wetenschappelijke studie naar de vondst
De soort kreeg in 1881 van George Albert Boulenger en Pierre-Joseph Van Beneden de naam Iguanodon bernissartensis, wat wil zeggen 'Iguanodon van Bernissart'. Een holotype, een specifiek fossiel waaraan de naam verbonden was, werd voorlopig echter niet vastgesteld. Dollo zou een groot aantal studies aan de vondst wijden en de ontdekking kreeg ook in andere landen zeer veel belangstelling. Gedurende de hele twintigste eeuw bleef ze de aandacht trekken van wetenschappers waardoor geleidelijk nieuwe inzichten verworven werden.
Tegenwoordig weten we dat de Wealdenlagen van België dateren van de grens tussen het Barremien en het Aptien en Iguanodon bernissartensis daarmee ongeveer 125 miljoen jaar oud is; waarschijnlijk dateert de klei van de vindplaats uit het Barremien.
Het is nog steeds niet helemaal zeker hoe het kan dat zoveel skeletten op dezelfde plaats bewaard zijn maar tegenwoordig neemt men algemeen aan dat de vindplaats een natuurlijke moerassige bezinkingsput was. Kadavers konden zich daar gedurende vele jaren opeenstapelen en fossiliseerden. Het is dus niet zo dat in één keer een hele kudde verdronken is. Het afzettingsproces was ook niet continu: er zijn zeker drie fasen of lagen in te onderscheiden. De steenkool uit het bekken van Bergen waarnaar gedolven werd, stamt uit het Carboon, de iguanodons uit het Krijt, een latere periode. De dinosauriërs zijn gevonden doordat hun resten door een nog latere onderaardse verschuiving, een cran, in oudere lagen terecht zijn gekomen. De cran was dus niet al in het Krijt een ravijn waar iguanodons ingestort zijn, zoals het vaak romantisch is voorgesteld.

### Van type tot neotype:Iguanodonwordt van een Engelse, een Belgische dinosauriër
Toen Iguanodon bernissartensis benoemd werd, gold hij niet als de tweede soort van Iguanodon: tussen 1825 en 1881 was nog aan een aantal andere soorten binnen het geslacht een naam gegeven. Ook daarna zouden nog veel soorten benoemd worden. I. bernissartensis heeft tegenwoordig echter onder al die namen een speciale positie. Juist doordat er meer soorten waren, werd het onzeker of aan het typespecimen van de oorspronkelijke soort I. anglicus, nog wel andere fossielen konden worden toegewezen. Dat type bestaat namelijk uit een syntype, een reeks tanden met inventarisnummers BMNH 2390-2394, waaruit tand BMNH 2392 in 1986 door Norman werd gekozen als het lectotype. De beroemde tand die Mantells vrouw ontdekt zou hebben, maakt daar overigens geen deel van uit en wordt tegenwoordig bewaard in Te Papa Tongarewa nadat hij door de zoon van Mantell naar Nieuw-Zeeland was meegenomen, met inventarisnummer MONZ GH 004839. De tanden van Iguanodon en verwante vormen waren echter niet voldoende te onderscheiden om te kunnen vaststellen aan welke soort ze toebehoorden. Dat zou betekenen dat I. anglicus een zogenaamd nomen dubium was geworden, een naam die alleen nog maar gebruikt kan worden om het oorspronkelijke typespecimen mee aan te duiden, zonder dat men dan weet over welk dier het eigenlijk gaat. In de negentiende eeuw was dit probleem opgelost door een tweede soort gebaseerd op Engels materiaal, I. mantellii, als typesoort van het geslacht te beschouwen maar ook daarvan waren maar weinig resten gevonden en men meende op het eind van de twintigste eeuw ook dat deze soort indertijd nooit formeel als zodanig was aangewezen. Daarom werd in 1998 een formele petitie gericht aan de International Commission on Zoological Nomenclature om de typesoort van I. anglicus in I. bernissartensis te veranderen aangezien die laatste soort veel beter bekend was en daarbij bepalend was geworden voor de voorstelling die men zich van het begrip Iguanodon was gaan maken. In maart 2000 besloot de commissie overeenkomstig het verzoek en stelde een van de skeletten van I. bernissartensis, specimen IRSBN 1534, vast als het lectotype, het genoholotype, en neotype van het geslacht Iguanodon. De typesoort van Iguanodon is dus niet meer de Engelse I. anglicus of I. mantellii maar de Belgische I. bernissartensis.

#### Andere soorten en geslachten

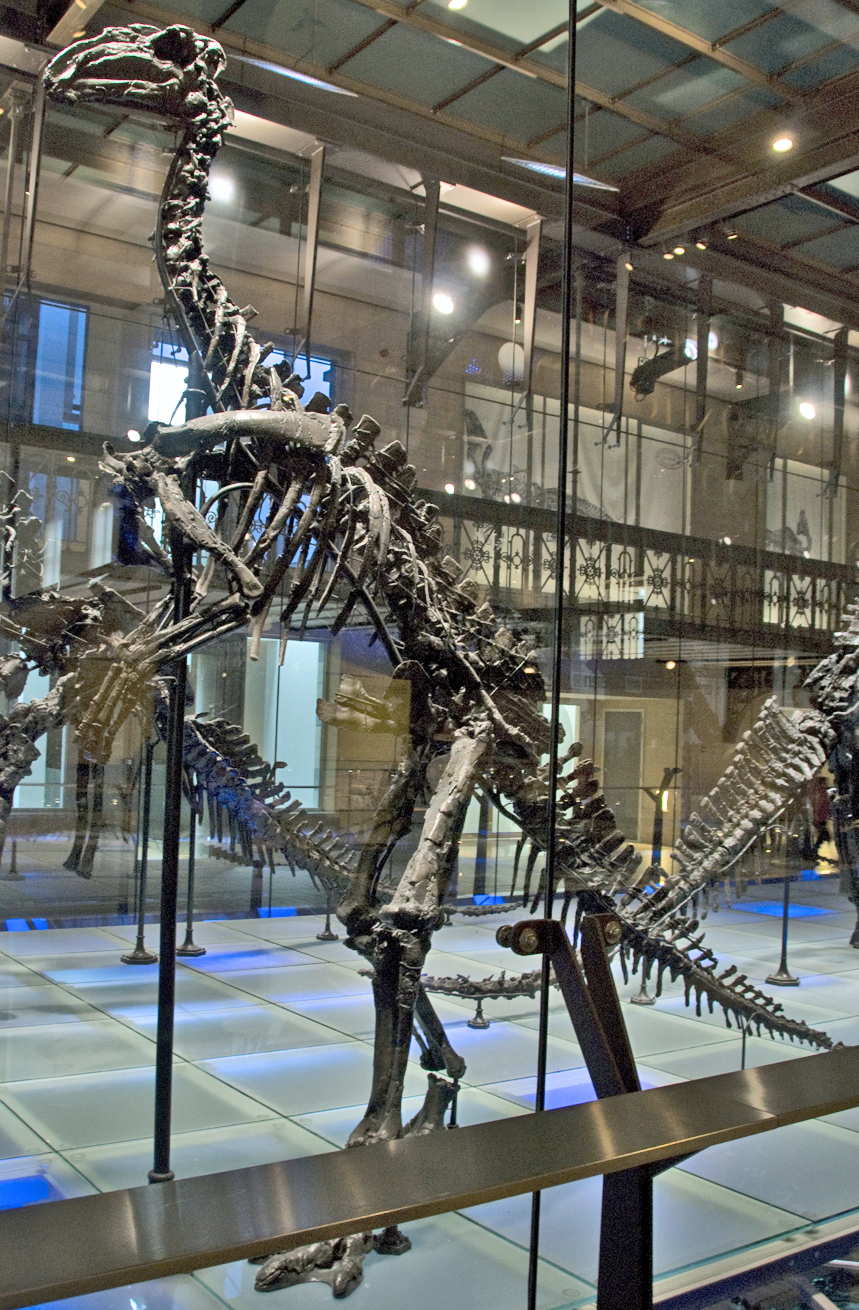
Dollodon is het meest gave voorbeeld van een specimen dat eerst bij Iguanodon werd ondergebracht maar nu als een apart geslacht wordt beschouwd

De verschillende soorten die vanaf 1825 behalve I. bernissartensis beschreven zijn, worden thans bijna alle óf onder andere, meer of minder verwante geslachten gerekend óf als nomina dubia beschouwd. Daarnaast zijn er ook geslachten benoemd waarvan achteraf moest worden vastgesteld dat het waarschijnlijk jongere synoniemen betrof van I. anglicus.
In 1832 benoemde Christian Erich Hermann von Meyer een Iguanodon mantellii. Oorspronkelijk gebaseerd op een deel van het materiaal dat Mantell op dat moment beschreven had en dus eerst min of meer een jonger synoniem van I. anglicus, werden er later ook andere fossielen aan toegekend. In 1882 werd door Hulke als lectotype het Mantell-piece gekozen. Het is echter de vraag of dit correct was daar naar huidige normen een keuze moet worden gemaakt uit het oorspronkelijke materiaal. In 1869 benoemde Harry Govier Seeley een Iguanodon phillipsi maar hernoemde deze in 1875 tot Priodontognathus; in feite gaat het om een ankylosauriër. In 1871 benoemde Emanuel Bunzel een Iguanodon suessii. Later kreeg deze soort een eigen geslacht Mochlodon. In 1874 benoemde Owen een Iguanodon hoggii. In 2009 werd dit het eigen geslacht Owenodon. Hetzelfde jaar hernoemde hij Hypsilophodon Huxley 1869 tot een Iguanodon foxii maar dit kreeg weinig navolging. In 1876 benoemde Henri-Émile Sauvage een Iguanodon praecursor op basis van een tand; het betreft hier een nomen dubium en het fossiel is in feite dat van een sauropode. In 1878 benoemde Antonín Jan Frič op basis van een botfragment een Iguanodon exogirarum, een nomen dubium welk later hernoemd zou worden tot Ponerosteus; het gaat hier wellicht niet eens om een dinosauriër. In 1880 benoemde John Whitaker Hulke een Iguanodon prestwichii maar dat werd in 1888 een eigen geslacht Cumnoria. In 1882 benoemde hij een Iguanodon seelyi; volgens sommigen is deze identiek aan I. bernissartensis, anderen zien het als een soort van Dollodon, volgens weer anderen moet er alsnog een apart geslacht voor benoemd worden.
Na de benoeming van I. bernissartensis in 1881 was het vooral Richard Lydekker die in zijn revisie van de fossielen van het British Museum (Natural History) verschillende vondsten bij nieuwe soorten van Iguanodon onderbracht. In 1888 was dat in de eerste plaats Iguanodon dawsoni, welke in 2010 hernoemd werd tot Barilium. In 1889 waren het Iguanodon fittoni, in 2010 hernoemd tot Hypselospinus, en Iguanodon hollingtoniensis, genoemd naar het plaatsje Hollington, dat soms als identiek aan I. fittoni beschouwd wordt maar meestal als een nog apart te benoemen geslacht; in 2012 maakte Gregory S. Paul er een Huxleysaurus van. In 1892 benoemde Edwin Tully Newton een Iguanodon hillii op basis van een tand; dit is een nomen dubium, dat ook wel is aangeduid als een Orthomerus hilli, en vermoedelijk een hadrosauroïde. In 1893 schiep Frič zijn tweede iguanodonsoort: Iguanodon albinus; het gaat hier in feite niet om een dinosauriër en werd later identiek geacht aan Albisaurus. In 1900 hernoemde Ernst van den Broeck Vectisaurus valdensis Hulke 1879 tot een Iguanodon valdensis, maar deze naam kreeg geen navolging.

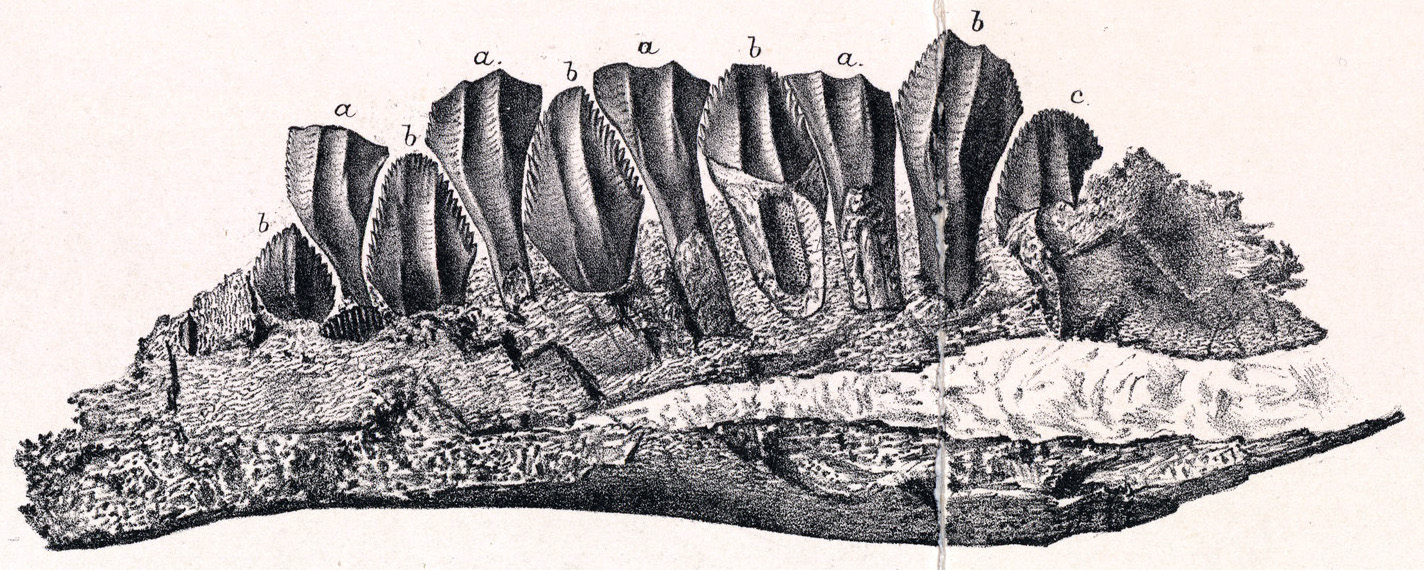
Op basis van dit soort beperkte fragmenten werden de meeste soorten van Iguanodon benoemd. Hier I. hoggii, nu Owenodon

De meeste soorten, naast I. bernissartensis, waren gebaseerd geweest op zeer fragmentarisch materiaal. In de twintigste eeuw betrof de eerste nieuwe soort echter een belangrijke vondst, die in 1925 postuum door Reginald Walter Hooley benoemd werd als Iguanodon atherfieldensis. In 2006 kende Gregory S. Paul echter aan I. atherfieldensis een eigen geslacht toe: Mantellisaurus terwijl hij voor een van de andere vondsten in Bernissart afwijkend Belgisch skelet dat aan I. atherfieldensis was toegewezen, specimen IRSNB 1551, een nieuw geslacht Dollodon benoemde. In Europa zouden voorlopig geen belangrijke vondsten van iguanodontiden meer gedaan worden. Buiten dat continent werd in Mongolië een fossiel gevonden, specimen PIN 559/1, dat in 1952 door Anatoli Konstantinowitsj Rozjdestwenski benoemd werd als Iguanodon orientalis. Deze soort werd later beschouwd als een nomen dubium; een schedel die eraan was toegewezen werd het geslacht Altirhinus. In 1966 begreep Justin Delair dat Owen in 1842 een iguandontide bot per abuis benoemd had als de soort Streptospondylus major en maakte er een Iguanodon major van. Dit is een nomen dubium, wellicht identiek aan I. anglicus. In 1969 hernoemde Rodney Steel Sphenospondylus Seeley 1883 tot Iguanodon gracilis; het gaat hier om materiaal dat wellicht aan Mantellisaurus toebehoort. In 1979 benoemde Peter Galton op basis van een onvolledige bovenkaak met twee tanden uit de Dalton Wells Dinosaur Quarry Utah Iguanodon ottingeri. Dit is een nomen dubium, wellicht identiek aan Eolambia. In 1989 benoemde David Weishampel een Iguanodon lakotaensis; in 2008 werd deze door Paul hernoemd tot het geslacht Dakotadon. In 1992 vermeldde Philip Whitfield in een bijschrift van een foto in een kinderboek de naam Iguanodon mongolensis; de soortaanduiding was fout gespeld, het was daarbij een vergissing voor I. orientalis die in feite werd afgebeeld en in ieder geval is het een onbeschreven nomen nudum. In 2015 werd op basis van dertien pasgeboren jongen uit de Galve in Spanje de soort Iguanodon galvensis benoemd.

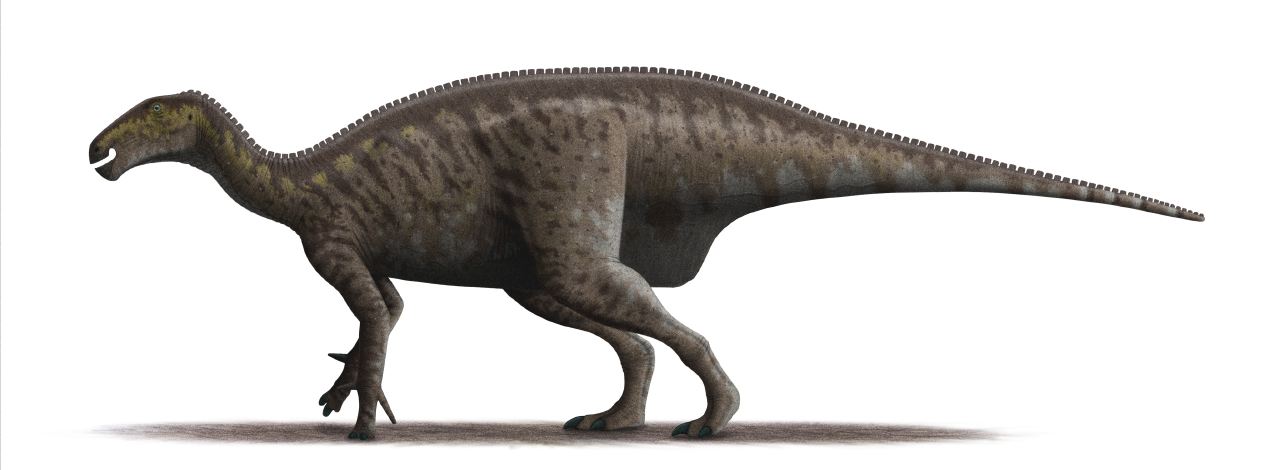
Ook Mantellisaurus werd lang onder Iguanodon gerekend

Door de hernoemingen in het begin van de eenentwintigste eeuw van het iguanodontide materiaal uit Engeland is het aantal geldige iguanodonsoorten drastisch afgenomen. Men spreekt in dit verband wel van een Iguanodon Explosion. Van I. seelyi en I. hollingtonensis wordt tegenwoordig algemeen aangenomen dat het geen afzonderlijke soorten binnen in het geslacht Iguanodon betreft; de verwachting is dat als het inderdaad om aparte taxa gaat ook daarvoor aparte geslachten benoemd zullen worden. Dat zou alleen I. anglicus, I. mantelli en I. bernissartensis overlaten. Het besluit van de ICZN om I. bernissartensis te fixeren als de typesoort heeft achteraf bezien uiterst ongelukkige gevolgen gehad. Naar huidige inzichten is het aanzienlijk — dertien miljoen jaar — oudere Engelse materiaal afkomstig van dieren die niet direct aan I. bernissartensis verwant zijn en er ook geen aparte evolutionaire aftakking of natuurlijke groep mee vormen. Paul heeft voorgesteld het begrip Iguanodon alleen voor I. bernissartensis toe te passen. Dit zou echter een ernstige breuk zijn met het historische gebruik van die naam. Voor het Engelse materiaal zou dan een nieuwe naam nodig zijn. Kenneth Carpenter suggereerde daarom in 2010 de ICZN te verzoeken de beslissing te herzien en I. mantelli de typesoort te maken, meteen het probleem dat I. anglicus een nomen dubium is ondervangend, zodat de Belgische soort hernoemd zou moeten worden. Carpenter meldde daarbij dat hij alsnog de publicatie gevonden had waarin, door Hulke in 1882, I. mantellii de typesoort gemaakt was zodat achteraf geconcludeerd moest worden dat de beslissing gebaseerd was op een dwaling over de status van I. anglicus. Dit zou echter weer taxonomische instabiliteit veroorzaken; het meeste wat in de literatuur over Iguanodon geschreven is, heeft betrekking op I. bernissartensis. Daarbij is het zeer de vraag of I. mantelli, in de zin van het stuk uit Maidstone, werkelijk aan I. anglicus identiek is, want hij stamt uit een veel latere formatie, de Lower Greensand die dateert uit het vroege Aptien. Er zijn van de zijde van academische paleontologen geen concrete plannen bekend om dit dilemma op te lossen; voorlopig zullen met het woord Iguanodon dus vermoedelijk twee soorten worden aangeduid die naar moderne criteria niet samen in een geslacht thuishoren. Vanaf 2010 echter is door verschillende auteurs gesuggereerd dat de meeste Britse vondsten, inclusief het beroemde Mantel-piece, in feite identiek zijn aan Mantellisaurus. Zou dit algemeen navolging vinden, dan zou Pauls voorstel alsnog bewaarheid worden en vindt er een splitsing plaats tussen een Belgische Iguanodon en een Britse Mantellisaurus mantelii. Paul zelf benoemde in 2012 het stuk uit Maidstone, het Mantel-piece, als een apart geslacht Mantellodon.
Behalve dat er meerdere soorten binnen Iguanodon zijn benoemd, gebeurde het ook dat er aparte geslachten, of soorten van andere geslachten, werden gevormd op basis van fossiel materiaal dat mogelijk in feite aan I. anglicus/I. mantelli toebehoort. Het eerste geval, Iguanosaurus vermeld door Ferdinand August von Ritgen in 1828, was mogelijk een teruggrijpen naar de oorspronkelijke naam uit 1824 maar kan ook een verschrijving voor Iguanodon zijn geweest. Dat laatste is zeker het geval voor de naam Hikanodon, die vaak aan Christian Keferstein (1834) wordt toegeschreven, maar in feite al voorkomt in een werk van Georg Wilhelm Muncke uit 1830, en zijn oorsprong schijnt te vinden in een oudere Franse verspreking. Nog een alternatieve naam voor Iguanodon was Therosaurus, een aanduiding die Leopold Joseph Franz Johann Fitzinger in 1840 vermeldde als identiek, zonder aan te geven of het zijn bedoeling was een nomen novum te scheppen of te verwijzen naar een eerdere publicatie die wij dan niet meer kennen. Deze drie namen waren objectieve jongere synoniemen van I. anglicus, dus latere namen voor het type van de eerdere soort. Een geheel nieuwe vondst betrof Heterosaurus neocomiensis, door Jacques Cornuel benoemd in 1850. Gebaseerd op een skelet gevonden bij Wassy in Frankrijk, zou het een eigen valide geslacht kunnen zijn maar in 1992 werd het provisorisch toegewezen aan I. atherfieldensis; hier zien we hoe de Iguanodon Explosion het verband met Iguanodon onzeker maakt want indien de identificatie correct is, zou de naam tegenwoordig juist prioriteit kunnen hebben ten opzichte van Mantellisaurus. In 1879 benoemde Hulke Vectisaurus; vermoedelijk gaat het om niet goed te determineren materiaal van jongen van iguanodontiden. Onduidelijk is de status van Proiguanodon, een naam die Van den Broeck in 1900 provisorisch gaf aan materiaal waarvan hij vermoedde dat het basaler was dan Iguanodon.
Fragmentarisch materiaal dat door Owen bij andere geslachten werd ondergebracht maar in feite iguanodontide is en dus mogelijkerwijs aan I. anglicus toebehoort, draagt de namen Cetiosaurus brachyurus Owen 1842, Streptospondylus major Owen 1842, Streptospondylus recentior Owen 1851, Streptospondylus grandis Owen 1851 en Streptospondylus meyeri Owen 1854.
Drie fossielen uit Engeland die eerder aan Iguanodon waren toegewezen, zijn in 2010 benoemd als de aparte geslachten Sellacoxa, Kukufeldia en Proplanicoxa. In 2011 werd een aan I. bernissartenis toegeschreven skelet uit Spanje benoemd als het geslacht Delapparentia. In 2021 leverde Wight een Brighstoneus op.
Behalve de vondsten waarop eigen taxa gebaseerd zijn, is er ook verder materiaal buiten Engeland en België gevonden dat aan Iguanodon is toegewezen. Meestal gaat het om onduidelijke fragmenten zoals fossielen uit Frankrijk en Spanje; sommige van de laatste zijn aan I. fittoni toegewezen: in 2011 bleek het vermoedelijk om een aparte soort te gaan die men niet bij Iguanodon onderbracht. Een uitzondering vormt de vondst in Nehden, in Duitsland, van een groot aantal gedeeltelijke skeletten, waaronder die van jonge dieren. Deze zijn in 1987 door Norman geïnterpreteerd als de resten van I. bernissartensis en I. atherfieldensis.

#### Soortenlijst
Het ingewikkelde proces van naamgeving kan in de volgende soortenlijst worden samengevat.
- Iguanodon anglicus Holl 1829 vide Mantell 1825 emend. Bronn 1850: oorspronkelijke typesoort, nomen dubium, = Iguanosaurus Ritgen 1828, = Hikanodon Muncke 1830, = Therosaurus Fitzinger 1840
- Iguanodon mantellii von Meyer 1832: gedeeltelijk een jonger synoniem van I. anglicus, gedeeltelijk valide soort, non I. anglicus, Mantellodon carpenteri Paul 2012
- Cetiosaurus brachyurus Owen 1842: nomen dubium, wellicht jonger synoniem I. anglicus
- Streptospondylus recentior Owen 1851: nomen dubium, wellicht jonger synoniem I. anglicus
- Streptospondylus grandis Owen 1851: nomen dubium, wellicht jonger synoniem I. anglicus
- Streptospondylus meyeri Owen 1854: nomen dubium, wellicht jonger synoniem I. anglicus
- Iguanodon phillipsi Seeley 1869: = Priodontognathus phillipsi (Seeley 1869) Seeley 1875
- Iguanodon suessi Bunzel 1871: = Mochlodon suessi (Bunzel 1871) Seeley 1881
- Iguanodon hoggii Owen 1874: = Owenodon hoggi (Owen 1874) Galton 2009
- Iguanodon foxii (Huxley 1869) Owen 1874: = Hypsilophodon Huxley 1869
- Iguanodon praecursor Sauvage 1876: nomen dubium, non Iguanodon
- Iguanodon exogyrarum Fritsch 1878: = Ponerosteus Olshevsky 2000
- Iguanodon prestwichii Hulke 1880: = Cumnoria prestwichii (Hulke 1880) Seeley 1888
- Iguanodon bernissartensis Boulenger 1881 in van Beneden 1881: sinds 2000 officiële typesoort
- Iguanodon seelyi Hulke 1882: valide soort, wellicht non Iguanodon, wellicht eigen geslacht, = Dollodon seelyi (Hulke 1882) Carpenter & Ishida 2010
- Iguanodon dawsoni Lydekker 1888: = Barilium (Lydekker 1888) Norman 2010
- Iguanodon fittoni Lydekker 1889: = Hypselospinus (Lydekker 1889) Norman 2010
- Iguanodon hollingtoniensis Lydekker 1889: = Huxleysaurus hollingtoniensis (Lydekker 1889) Paul 2012
- Iguanodon hillii Newton 1892: nomen dubium, = Orthomerus hilli (Newton 1892) Nopcsa 1915
- Iguanodon albinus Fritsch 1893: nomen dubium, = Albisaurus albinus (Fritsch 1893) Fritsch 1905
- Iguanodon valdensis (Hulke 1879) van den Broeck 1900: wellicht Iguanodon, = Vectisaurus valdensis Hulke 1879
- Proiguanodon van den Broeck 1900: wellicht jonger synoniem Iguanodon
- Iguanodon atherfieldensis Hooley 1925: valide soort, wellicht non Iguanodon, = Mantellisaurus atherfieldensis (Hooley 1925) Paul 2006
- Iguanodon orientalis Rozhdestvensky 1952: nomen dubium
- Iguanodon major (Owen 1842) Delair 1966: nomen dubium, wellicht jonger synoniem I. anglicus, = Streptospondylus major Owen 1842
- Iguanodon gracilis (Lydekker 1888) Steel 1969: wellicht ouder synoniem Mantellisaurus, = Sphenospondylus Lydekker 1888
- Iguanodon ottingeri Galton 1979: nomen dubium
- Iguanodon lakotaensis Weishampel & Bjork 1989: = Dakotadon (Weishampel & Bjork) Paul 2008
- Iguanodon mongolensis Whitfield 1992: nomen nudum, jonger synoniem Altirhinus
- Iguanodon galvensis Verdú, Royo-Torres, Cobos & Alcalá 2015: wellicht geldige soort

### Sporen

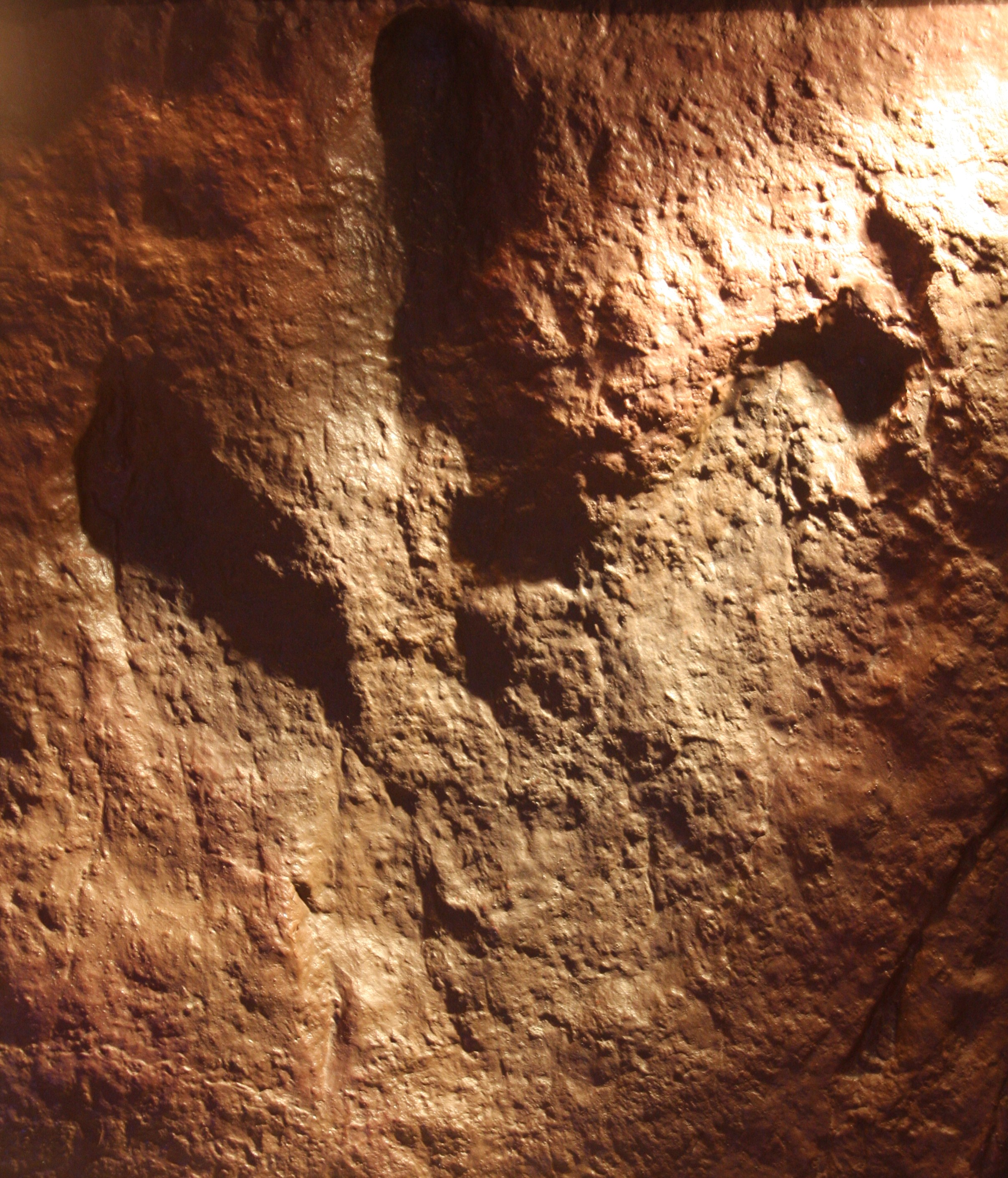
Een afdruk gevonden op Spitsbergen

Naast botten, kunnen uitgestorven dieren ook andere bewijzen van hun bestaan achterlaten. Eieren, nesten en versteende uitwerpselen zijn van Iguanodon niet bekend. Daarentegen is een groot aantal voetafdrukken aangetroffen waarvan de eerste in 1862 gemeld werd door Alfred Tylor. Er zijn later hele sporen ontdekt van tientallen afdrukken, ieder een halve meter lang en met een onderlinge afstand van ongeveer honderddertig centimeter. De ichnologie heeft verschillende ichnogenera en ichnospecies voor de afdrukken benoemd: ze werden eerst onder Ornithoidichnites geschaard door Samuel Beckles in 1852, en later aangeduid met Struthopus schaumburgensis Ballerstedt 1922 of Wealdenichnites iguanodontoides Kuhn 1959. Hartmut Haubold vond in 1971 dat al deze namen maar overbodig waren omdat het toch zeker was dat het om Iguanodon ging; de Iguanodon Explosion maakt echter iedere toewijzing hoogst onzeker. Aan de andere kant zullen de verschillende "iguanodontiden" niet sterk in hun voetsporen verschild hebben.

## Beschrijving

### Algemene bouw en grootte

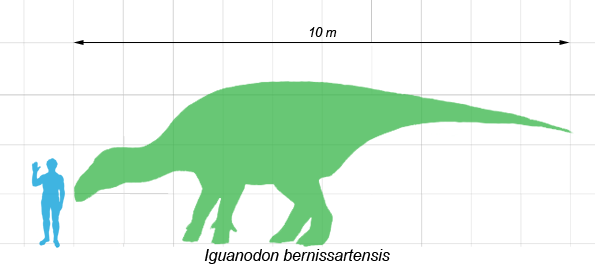
Een vergelijking in grootte van een uitzonderlijk fors exemplaar van I. bernissartensis met een mens

Doordat er bij het genus Iguanodon nog twee, of eigenlijk drie, heel verschillende soorten ondergebracht zijn, is het moeilijk een gedetailleerde beschrijving te geven van het geslacht als zodanig. Technische beschrijvingen van de osteologie, de opbouw van het skelet, zijn gegeven door Owen van I. mantelli, en door Dollo in de jaren tachtig van de negentiende eeuw, en in 1980 door David Bruce Norman van I. bernissartensis; in 1986 zou Norman ook I. atherfieldenis, de huidige Mantellisaurus, beschrijven. In 1984 gaf Norman een gedetailleerde beschrijving van Iguanodon in een populair-wetenschappelijk werk, zijn Illustrated Encyclopedia of Dinosaurs. Het skelet van I. anglicus is minimaal bekend, dat van I. mantellii matig en dat van I. bernissartensis vrijwel volledig. In 2003 werd zelfs gemeld dat het gelukt was eiwitten te isoleren uit een rib van Iguanodon.

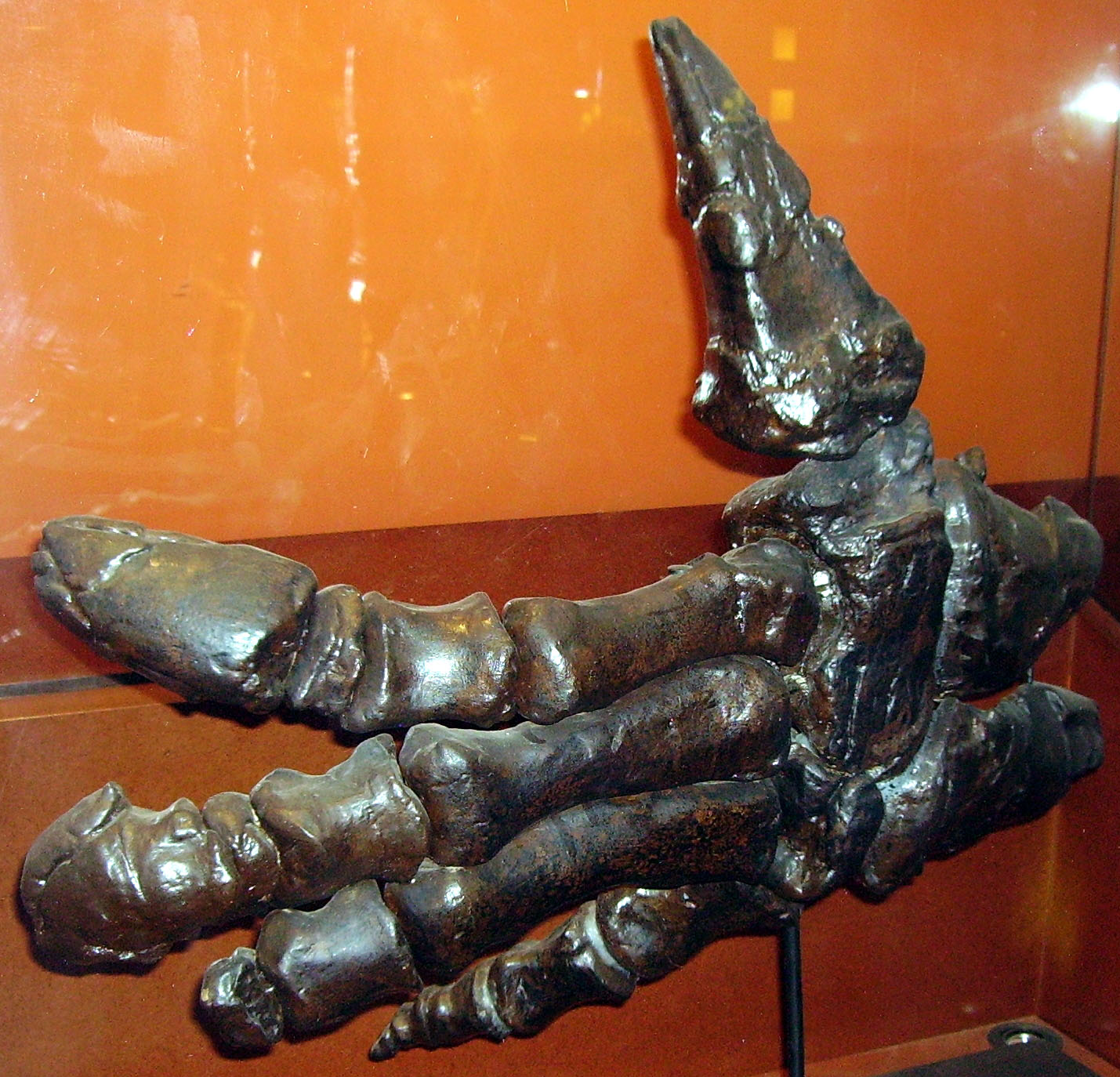
Basale iguanodontoidea hebben een duimstekel die bij Iguanodon erg groot is

In het algemeen hebben I. mantellii en I. bernissartensis de typische bouw van basale Iguanodontoidea. Het zijn vrij grote planteneters waarvan de achterpoten aanzienlijk sterker zijn dan de voorpoten en die zich daarom bij een snelle gang als tweevoeters zullen hebben voortbewogen. Wel hebben ze al het vermogen herwonnen om op vier poten te lopen, waaraan de hand is aangepast door verstevigingen aan het polsgewricht en de modificatie van de middelste drie handklauwen in kleine hoefjes. Ook is hiertoe de arm verlengd. Dat dit hun normale houding is, blijkt uit de optimalisering van de achterpoten aan een langzame gang door een verkorting en verstijving van de drie tenen waarvan de klauwen ook in stompe hoeven zijn veranderd. Bij het lopen op twee poten wordt het lichaam in evenwicht gehouden door de staart maar die is niet al te zwaar; een naar achteren uitstekend zitbeen in de heup verlengt de romp tot ver achter het heupgewricht, wat de balans herstelt. De onderrug en staartbasis zijn verstijfd door een dicht netwerk van verbeende pezen die de wervels verbinden. Die staartbasis is afgeplat en hoog. Omdat alleen de staartpunt erg buigzaam is kan slechts een matig opgerichte houding aangenomen worden. Die maakt de handen vrij voor andere functies dan voortbeweging: de duim draagt een lange duimstekel die tot afweer van vijanden kan dienen; de vijfde vinger is lang en flexibel om planten te grijpen. De nek is relatief lang; het hoofd is er in een vrij schuine hoek mee verbonden. De kop is afgeplat met een langwerpige snuit voorzien van lange neusopeningen. De voorkant van de schedel draagt een hoornsnavel. De bovensnavel steekt ver onder de tandenrij van de bovenkaak uit; de ondersnavel is gekarteld. De onderkaak heeft achteraan op de bovenkant een hoog coronoïde uitsteeksel dat als hefboom werkt om de bijtkracht te vergroten. De tanden zelf zijn groot in aantal en geordend in zware tandbatterijen: ze zijn nauw aaneengesloten en een generatie vervangingstanden groeit permanent en zonder onderbreking uit de kaak naar buiten zodat de tandenrij als geheel tegelijk steeds een scherpe snijrand en een afgesleten kauwvlak vormt.
Alleen de grootte van I. bernissartensis is goed bekend. Paul schatte in 2010 de lengte van de grootste skeletten uit Bernissart op acht meter, hun gewicht op 3,2 ton. Het lectotype heeft een dijbeenlengte van 1025 millimeter. Norman heeft op basis van fragmenten uit Nehden een maximumlengte verondersteld van wel elf meter.
In 2017 concludeerde een studie dat de individuele variatie bij de skeletten van I. bernissartensis aanzienlijk is, zowel in de wervelkolom als de ledematen.

### Historische ontwikkeling in de interpretatie van de lichaamshouding

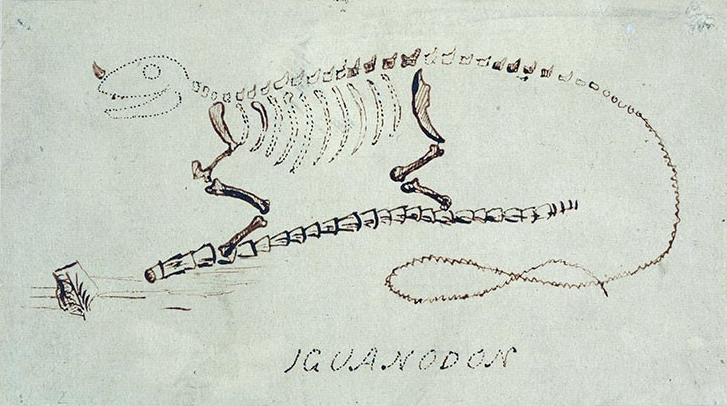
Mantells Iguanodon: het "hagedismodel"
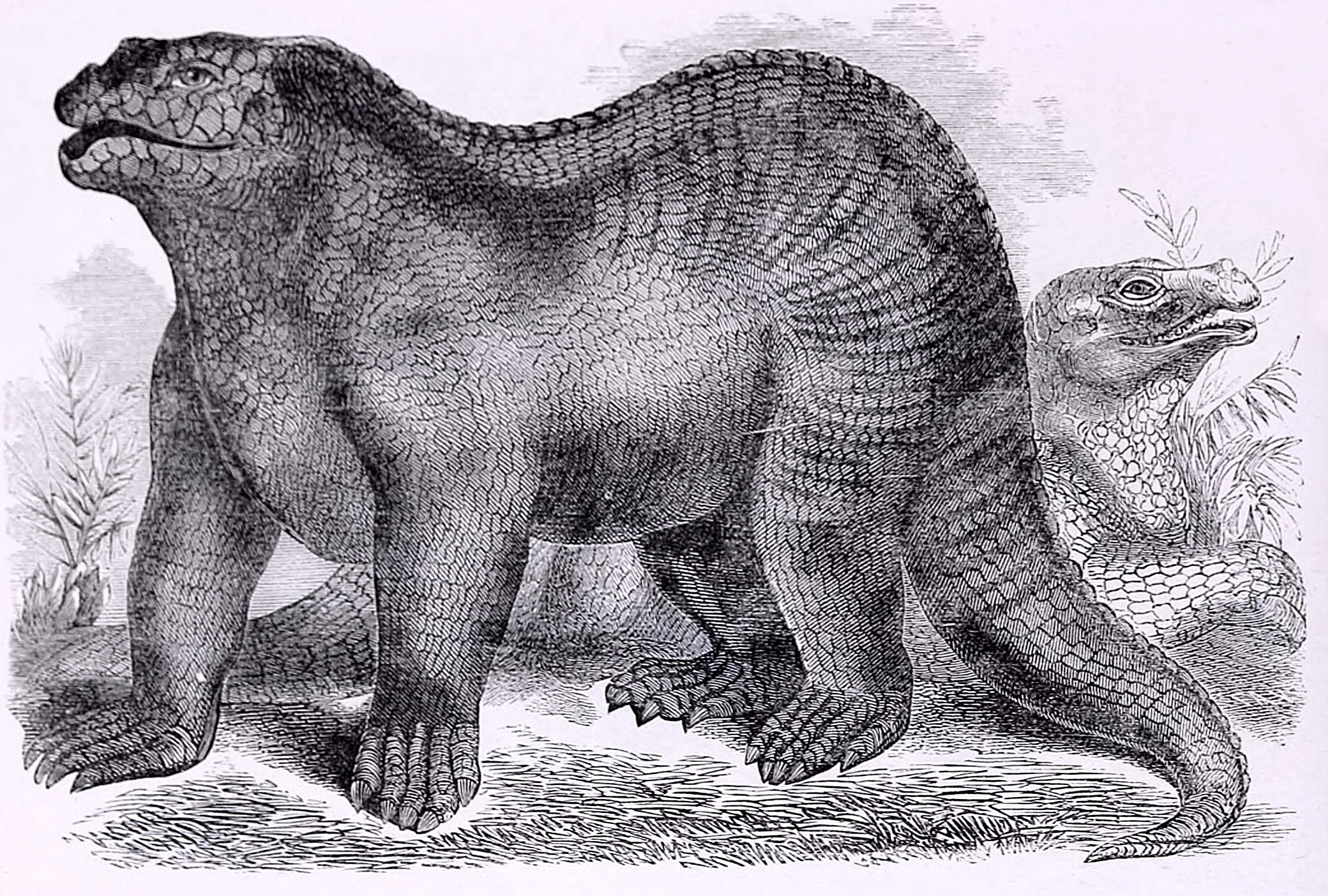
Vroege reconstructie van Hawkins hier weergegeven door Samuel Griswold Goodrich uit 1859: Owens "zoogdiermodel"
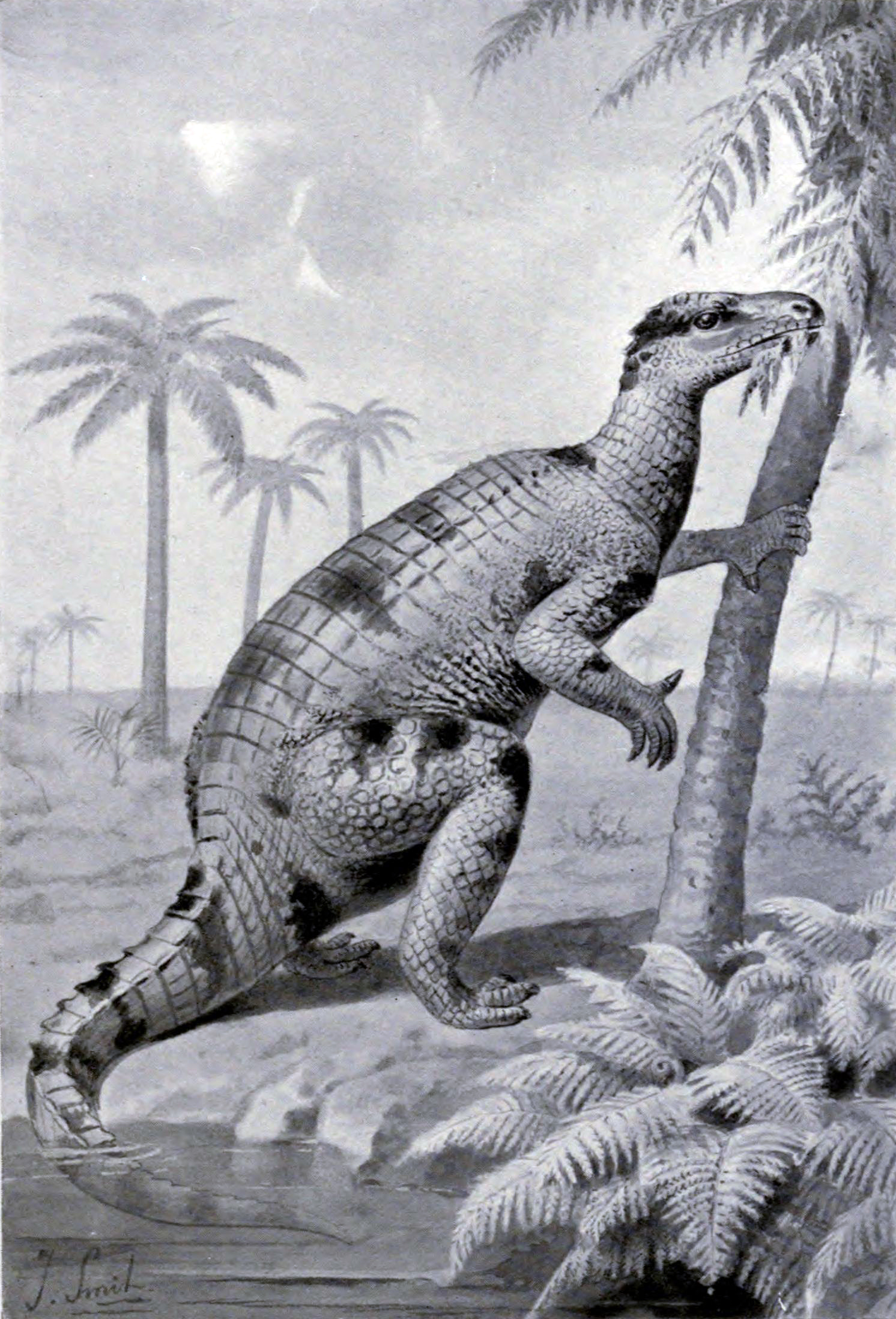
Eind-19e-eeuwse interpretatie als rechtoplopende tweevoeter: Dollo's "kangoeroemodel"
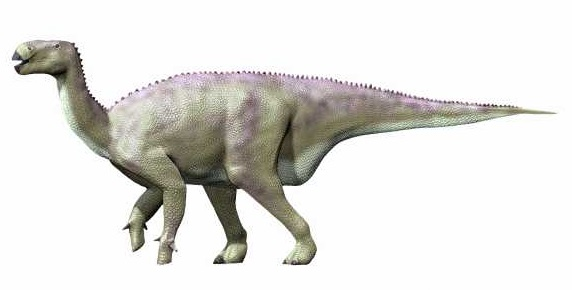
Huidige visie op de houding van Iguanodon: horizontaal en facultatief viervoetig; de iguanodon als zichzelf

De huidige inzichten over de bouw zijn niet meteen tot stand gekomen. Omdat Iguanodon tot de allereerste ontdekte dinosauriërs behoort, heeft de interpretatie van het dier het groeiend inzicht in de ware aard van de Dinosauria gevolgd. Mantell had ze eerst gezien als uit hun krachten gegroeide hagedissen met de ledematen in spreidstand. Owen dacht dat ze als een soort mesozoïsche tegenhangers van de zoogdieren recht op de vier poten stonden. De reconstructie van de iguanodons van Bernissart door Louis Dollo leidde weer tot een nieuw beeld van de dieren. Dollo baseerde zich op recentere ontdekkingen in de Verenigde Staten van Amerika dat theropoden op hun achterpoten liepen en besloot ook zijn iguanodons als tweevoeters op te bouwen. Als vergelijkingsmodellen stelde hij het skelet van een kasuaris en een kangoeroe in de kapel op. De iguanodons werden letterlijk in dat stramien gedwongen: alle fossielen hadden in feite een vrij rechte staart en die werd door Dollo gebroken om een meer verticale houding mogelijk te maken, omdat in het echt de verbeende pezen die kromming onmogelijk maakten. Met de preparatie werd wel duidelijk dat de hoorn die door Mantell als neushoorn werd gezien, in feite een duimklauw was. Toenmalige populair-wetenschappelijke afbeeldingen maakten deze houding erg bekend onder het grote publiek. De iguanodons in de opstelling van Dollo beïnvloedden op hun beurt weer de manier waarop Amerikaanse paleontologen hun dinosauriërs reconstrueerden en versterkten de neiging de tweevoetige soorten een extreem opgerichte stand te geven.
Eind jaren zestig van de twintigste eeuw leidde het werk van Robert Thomas Bakker ertoe dat begrepen werd dat het lichaam van zulke dinosauriërs meer horizontaal gehouden werd. In de jaren zeventig stelde de Britse paleontoloog Norman ook het beeld voor Iguanodon in die zin bij. Hij toonde echter tevens aan dat de normale wijze van voortbewegen die op vier poten was. De befaamde opstelling in het Museum voor Natuurwetenschappen te Brussel van een groep rechtopstaande skeletten is dus niet erg realistisch, wat in het museum ook wordt aangegeven. Er is daarom ook een skelet volgens de moderne inzichten opgesteld ter vergelijking.

### Onderscheid tussen de soorten

#### Onderscheidende kenmerken vanI. anglicus

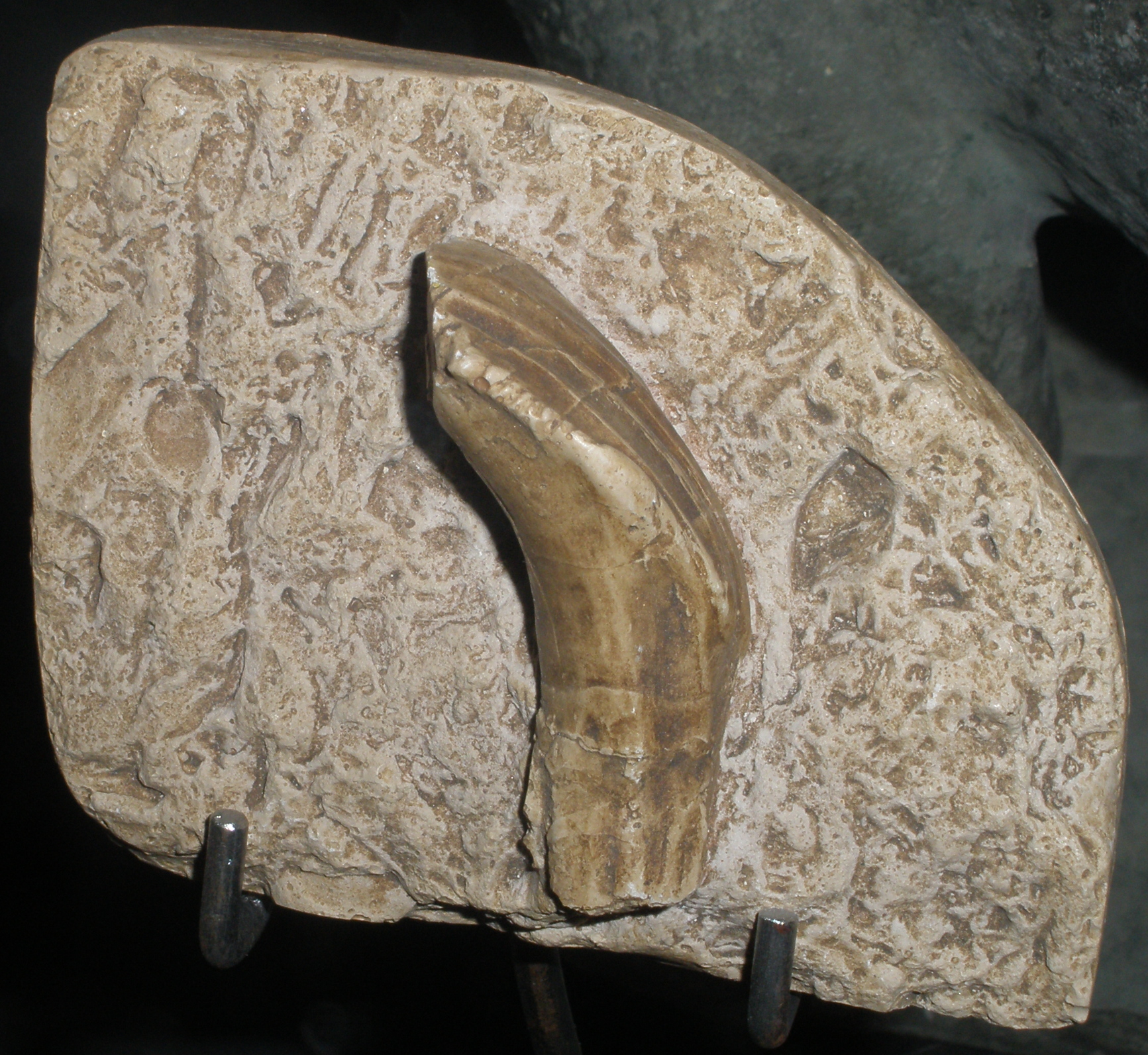
De vorm van de tanden, waarvan hier een afgietsel, is het enige zekere kenmerk van I. anglicus

De originele soort van Iguanodon, I. anglicus, is als zodanig nooit gedetailleerd beschreven. Afgezien van de tanden die het holotype vormen, is het ook onduidelijk welke fossielen er aan kunnen worden toegewezen. Mochten die tanden niet-diagnostisch zijn, dan is de aanwijzing van een vervangend neotype noodzakelijk om de naam I. anglicus voor het materiaal te blijven gebruiken. Echter, dat materiaal omvat geen enkel ook maar enigszins compleet skelet, zodat, indien nieuwe vondsten uitblijven, iedere toewijzing ook dan twijfelachtig is. Paul heeft, zich beperkend tot resten uit het Valanginien van Zuidoost-Engeland die niet bij andere geslachten zijn ondergebracht, de kenmerken daarvan in het kort weergegeven. Van de grootte kan weinig met zekerheid gesteld worden; de soort lijkt kleiner dan I. bernissartensis. De onderkaak is ondiep. De tandrijen zijn kort en staan op grote afstand van de hoornsnavel. De arm is zwaargebouwd. De middenhand is daarentegen lang en smal. De kegelvormige duimklauw is enorm van omvang. Aan dit laatste kenmerk kan men zien hoe problematisch het is een beeld te geven van de soort: de beroemde duimkegel van Mantell is inderdaad groter dan enige die van I. bernissartensis bekend is, maar omdat het een losse vondst is, kan niet vastgesteld worden of de klauw relatief groot was ten opzichte van de rest van het dier of afkomstig van een reusachtig individu.

#### Onderscheidende kenmerken vanI. mantellii
Een moderne beschrijving van I. mantelli als zodanig werd door Norman niet gegeven omdat hij na lange bestudering van dit vraagstuk meende dat voor de soort nooit een holotype was bepaald; hij bracht het materiaal ervan onder bij I. atherfieldensis — nadat hij eerder het omgekeerde gedaan had. De al in het midden van de negentiende eeuw opduikende traditie om I. mantellii als de typesoort van Iguanodon te zien, verwierp hij omdat hij geen formele aanwijzing van het type kon vinden. Pas in 2010 wezen Carpenter en Ishida erop dat hij een voetnoot bij Hulke (1882) over het hoofd had gezien. Deze auteurs gaven meteen een korte diagnose van I. mantellii, welke opsomming van onderscheidende kenmerken zich echter beperkte tot het darmbeen, dat bij de Euornithopoda bijzonder informatief is want variabel in vorm.
Het darmbeen is erg hoog boven het heupgewricht. De bovenrand is gewelfd, Het voorblad heeft aan de binnenkant geen richel in de lengterichting. Het achterblad is kort, hoog en driehoekig zonder aan de interne, van de wervelkolom afgerichte, zijde van de binnenkant een richel boven de groeve die de aanhechting vormt voor de staartspier, de Musculus caudofemoralis brevis, maar wel met een kort driehoekig uitsteeksel aan de buitenkant. Het aanhangsel voor het zitbeen loopt bovenaan wijd uit in het blad. Volgens de interpretatie van Paul zijn dit dus kenmerken van Mantellodon.

#### Onderscheidende kenmerken vanI. bernissartensis

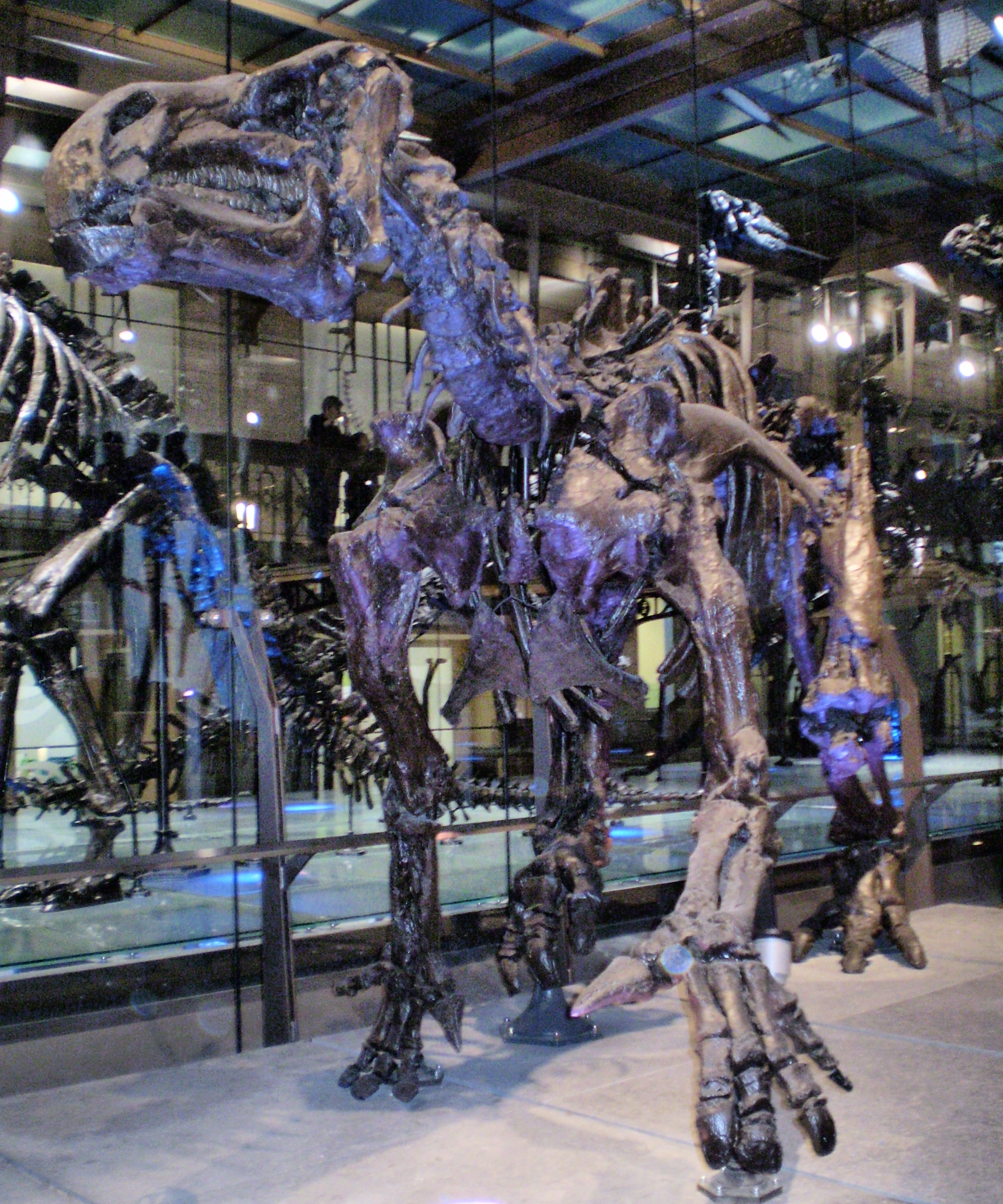
Een skelet in Brussel als viervoeter opgesteld

Wat de onderscheidende kenmerken van I. bernissartensis zijn, is de laatste jaren problematisch geworden door het erkennen van nieuwe taxa en de vele verplaatsingen van materiaal tussen de verschillende taxa. Paul gaf een recente diagnose in 2006. De soort is groter dan de verwante soorten, waarvan er geen boven de acht meter en de drie ton uitkomt. Daarnaast is de bouw ervan aanzienlijk robuuster. De schedel is relatief hoog met een korte snuit die maar tien procent langer is dan het achterste gedeelte van de schedel, achter de voorrand van de oogkas. Ook de onderkaak is tamelijk hoog waarbij het gedeelte voor het coronoïde uitsteeksel minder dan viermaal zo lang is als de minimale hoogte. De tak van de praemaxilla die naar de maxilla loopt is ondiep. Het hoogste punt van de maxilla is vrij ver naar achteren gelegen. De schedelopening vóór de oogkas, de fenestra antorbitalis, is erg klein binnen een eveneens kleine verdieping van het schedeloppervlak. Het traanbeen is kort en raakt het neusbeen niet. Er is een secundair os palpebrale aanwezig. De achterrand van het achterhoofd is sterk ingekeept. Het onderste slaapvenster is groot. Het achterstuk van het jukbeen is kort. Het quadratojugale is hoog. Het quadratum is hoog, en dwars gemeten breed met een rechte schacht en een lage zijdelingse opening en een erg grote uitstaande rand op de achterste bovenhoek. Er is geen hiaat tussen de tandenrij en de snavel. Er staan maximaal negenentwintig tanden in de bovenkaak, en vijfentwintig in de onderkaak.

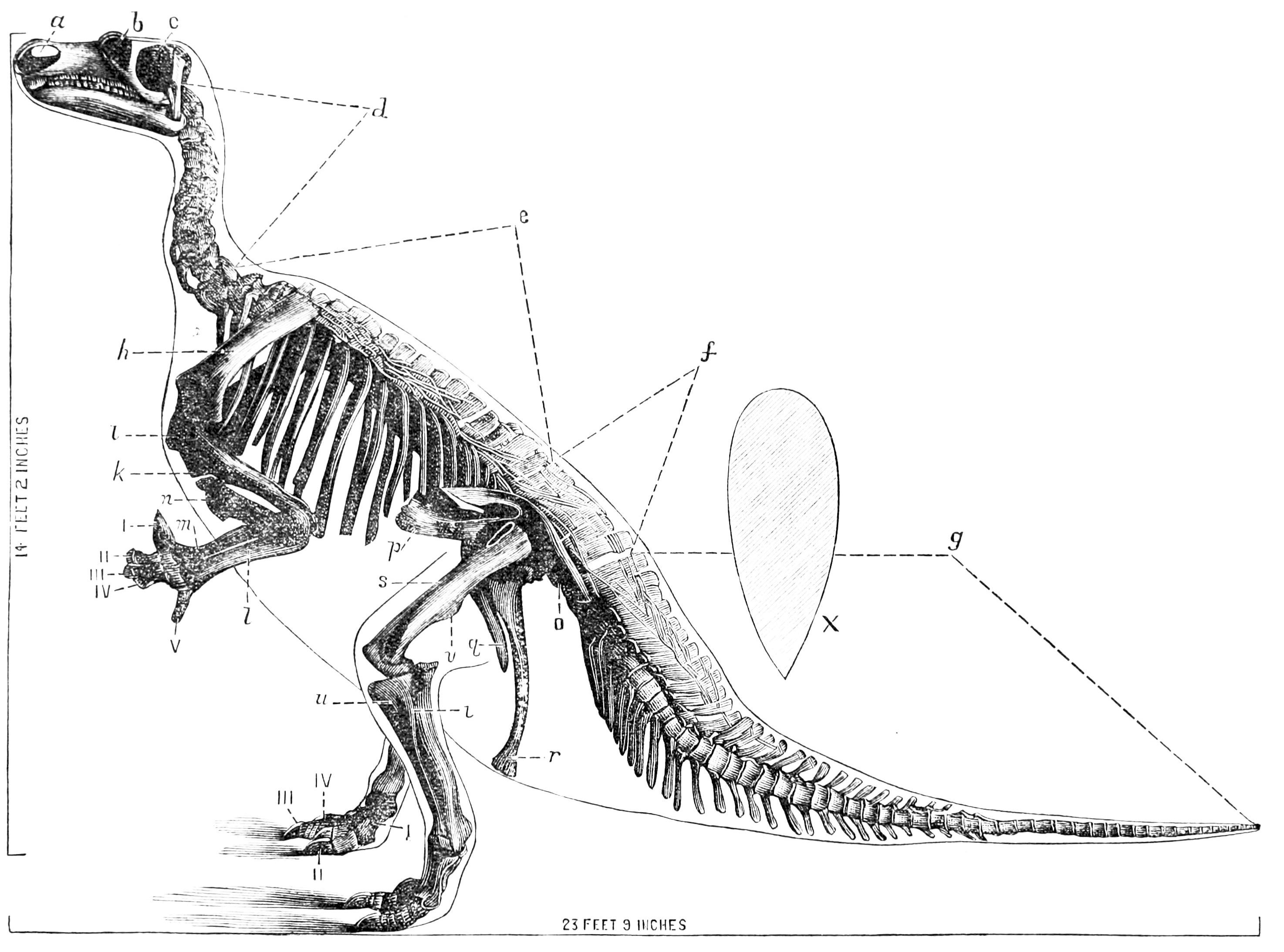
Het skelet van I. bernissartensis naar Dollo

De romp is relatief kort: de achterpoot is ongeveer even lang als de ruggenwervels en de sacrale wervels samen. De achterste ruggenwervels zijn in de lengterichting gemeten tamelijk kort. De doornuitsteeksels van de wervels van de romp en de staart zijn vrij kort. Er zijn acht, vergroeide, sacrale wervels. Het schouderblad blijft over de hele lengte tamelijk breed, met een brede onderkant waarop de processus acromialis vrij hoog geplaatst is en naar voren gericht. Het ravenbeksbeen is groot. De voorpoot heeft ongeveer zeventig procent van de lengte van de achterpoot. Op het opperarmbeen is de crista deltopectoralis hoog geplaatst en vrij vlak. De ellepijp heeft een grote processus olecrani. De hand is massief gebouwd, de duim heeft nog een bovenste vingerkootje en draagt een grote duimklauw. Ook de andere handklauwen zijn groot. Het darmbeen heeft een erg kort voorblad. Het blad als geheel is ondiep; het achterblad is vrij lang. Op het schaambeen is de processus praepubicus ondiep. De schacht van het dijbeen is erg recht. Er is nog een eerste middenvoetsbeen aanwezig. Het tweede middenvoetsbeen is lang.
Carpenter en Ishida gaven in 2010 ook een typering van het darmbeen van I. bernissartensis. Dit os ilium is lang en laag, met vooral een lang achterblad en een dun naar beneden gericht voorblad dat naar de punt toe eerst verbreed alvorens weer te versmallen. Het voorblad loopt haast parallel aan het aanhangsel voor het schaambeen zodat er maar een nauwe lange ruimte tussen beide overblijft. Het achterblad buigt zijwaarts uit, een overhangende kam vormend over het grootste deel van diens lengte. De bovenrand en de onderrand van het achterblad lopen parallel behalve aan het puntige uiteinde. De onderrand verwijdt aan de binnenkant subtiel zijwaarts zodat een uitstekende richel voor de aanhechting van de musculus caudofemoralis brevis gevormd wordt die als men er loodrecht opkijkt nauwelijks zichtbaar is. Het aanhangsel voor het zitbeen is breed maar verwijdt zich bovenaan niet waar het in het blad overgaat; het achterblad en dit aanhangsel vormen geen erg scherpe hoek met elkaar.

### Het skelet vanIguanodon bernissartensis

#### Schedel en onderkaken

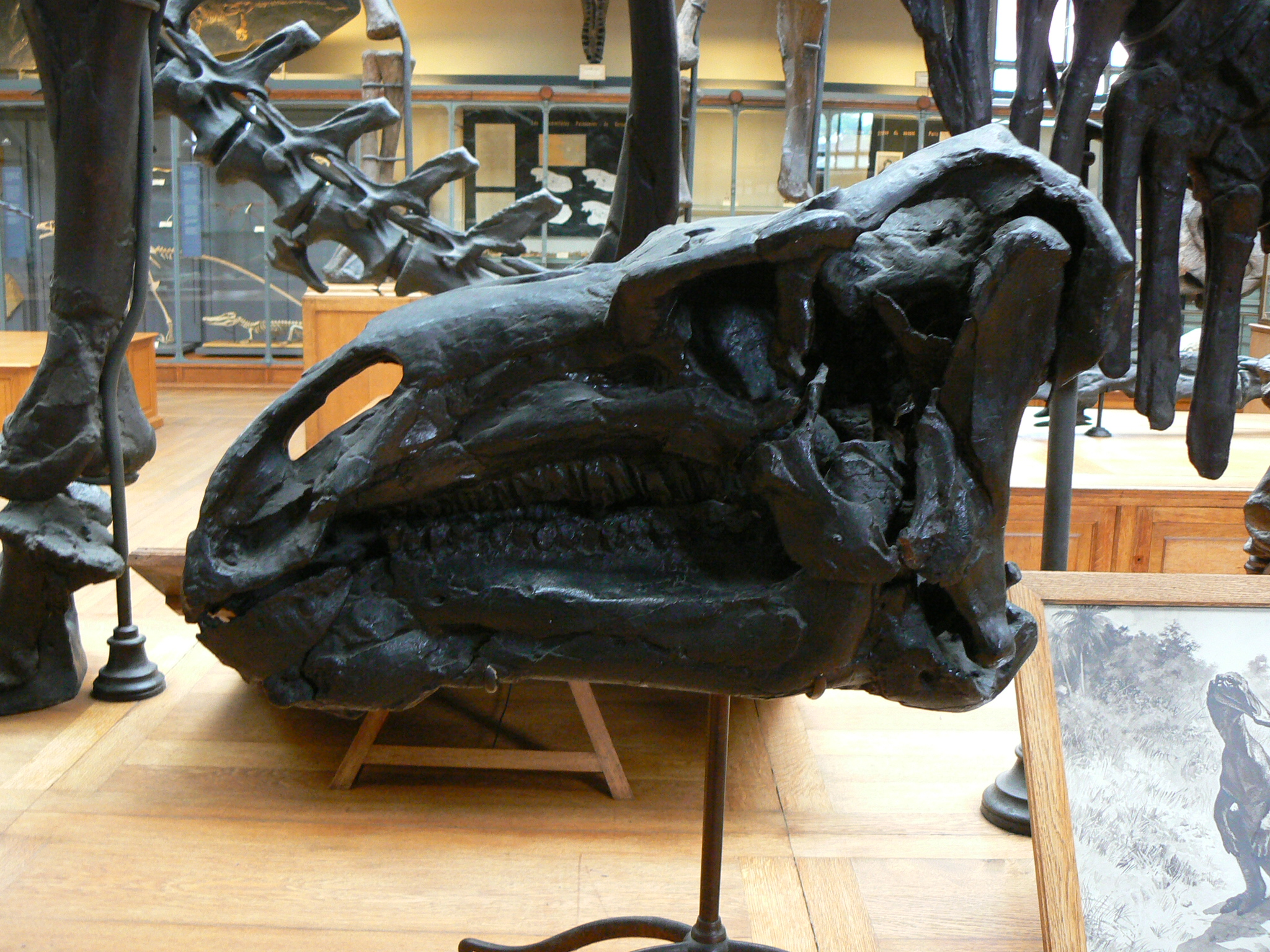
Een afgietsel van de schedel; het brokkelige en beschadigde oppervlak is een gevolg van de "pyrietziekte"

De kop van Iguanodon bernissartensis is tamelijk zwaar en qua vorm enigszins vergelijkbaar met een paardenhoofd dat ook langwerpig is. Bij Iguanodon is de schedel daarbij naar beneden gebogen met bol bovenprofiel maar de omtrek is meer rechthoekig dan bij Dollodon. De grote achterzijde is niet alleen vrij hoog maar ook sterk verbreed om als groter aanhechtingsvlak te kunnen dienen voor de schedelspieren. Met dat doel zijn tevens de slaapvensters sterk vergroot; de belangrijkste sluitspieren liepen namelijk door de schedel heen en konden zich hechten aan de randen van de schedelopeningen. De bovenste slaapvensters zijn op het schedeldak nog slechts gescheiden door een dunne beenrichel gevormd door de wandbeenderen; de onderste zijn enorm en beslaan heel de ruimte achter de oogkassen. De spieren konden zo, mede de coronoïde uitsteeksels die tot diep onder de jukbeenderen oprijzen als hefbomen gebruikend, een aanzienlijke bijtkracht uitoefenen. Doordat de quadrata lang zijn, ligt het kaakgewricht laag, wat de hefboomwerking nog versterkt.

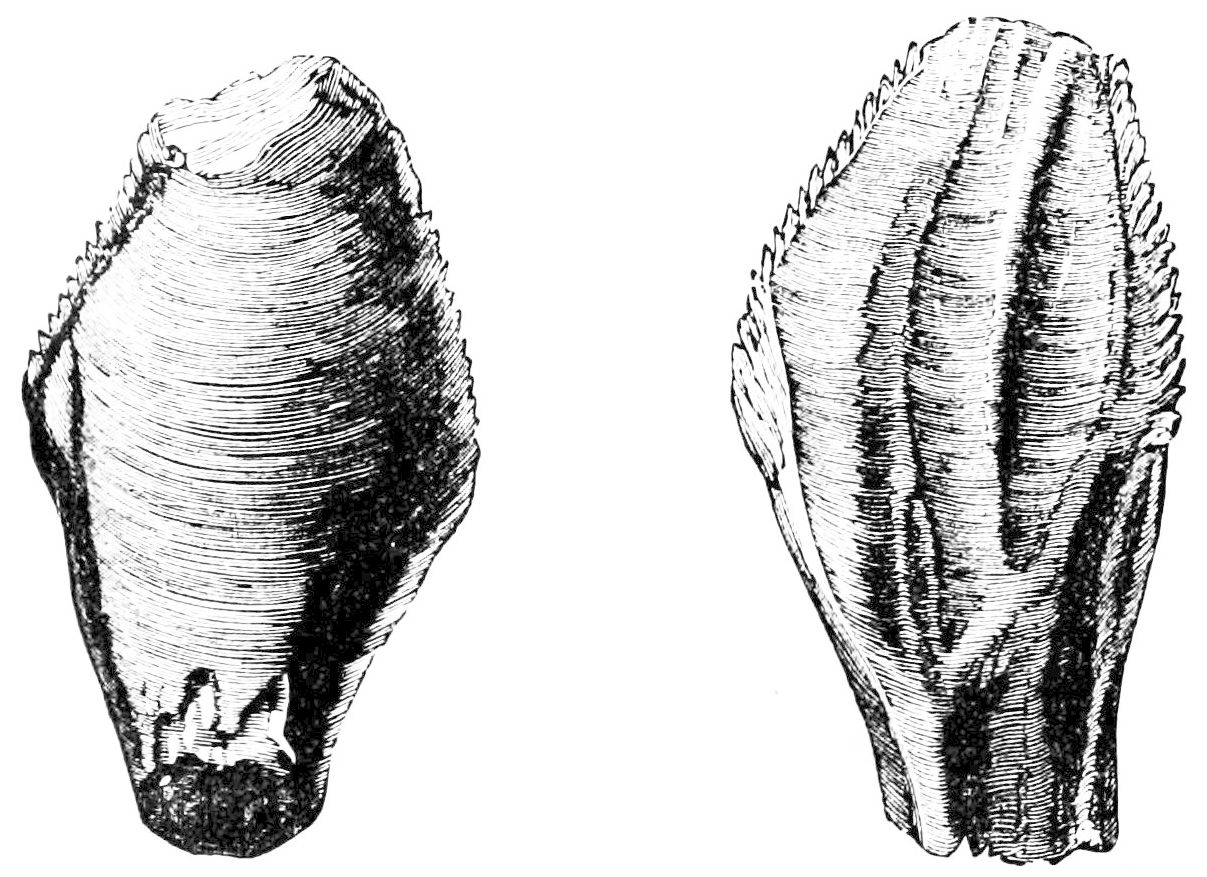
Een tand

De tanden zijn licht gekarteld, gegroefd en hebben enkelvoudige wortels. De typisch tandbatterij wordt gevormd doordat de tanden bladvormig zijn en om en om hoger en lager in de kaak staan. De ruimten tussen de onderkant van de kronen van de meest uitspringende tanden wordt zo gevuld door de spitsen van de kronen van de dieper gelegen tanden. Zo ontstaat een aaneengesloten oppervlak. Dat heeft ook een zekere hoogte want een opvolgende generatie tanden groeit dicht tegen de achterkant van de tanden aangedrukt alweer naar buiten. Terwijl de tandenrij slijt, wordt hij van dieper uit het kaakbeen dus permanent aangevuld. Een dier met een volledige verzameling tanden en vervangingstanden had zo 216 tanden in de kop. De tanden in de bovenkaak hebben email, en dus hun snijrand, aan de buitenkant en buigen naar binnen. Bij de tanden in de onderkaak is het andersom: het email zit aan de binnenkant en ze buigen naar buiten. De tandenrijen van boven- en onderkaak krommen zo naar elkaar toe zodat ze samen als een schaar kunnen werken. De harde emailrand aan de buitenkant van de bovenste tandbatterij slijt daarbij het zachtere tandbeen aan de buitenkant van de onderste tandbatterij tot een kauwvlak en omgekeerd doet de harde rand aan de binnenkant van de tandenrij van de onderkaak hetzelfde met het tandbeen van de bovenkaak. De afgesleten kauwvlakken glijden daarbij over elkaar heen zodat er behalve een knippende ook een kauwende functie is. Het kauwen gebeurde dus niet zoals bij zoogdieren door de kaak in het horizontale vlak rond te laten draaien.
Volgens Norman was de maxilla van de bovenkaak samen met het jukbeen en het quadratum kinetisch: zo los verbonden aan de overige schedeldelen dat de achterste onderhelft van de schedel bij de sluiting van de kaken naar buiten klapte, welke vering de kauwende functie nog versterkt zou hebben. Het is echter omstreden of de beweeglijkheid daarvoor echt groot genoeg was. Eerder toont de schedel versterkingen om niet door de bijtkrachten ontwricht te raken: de fenestra antorbitalis die bij latere verwanten helemaal overgroeid zou worden, is al sterk verkleind. Overeenkomstig is de onderkaak hoog.
De hoeveelheid te verwerken voedsel werd ook verhoogd door de verlenging van de tandrijen. Er staan meer tanden in de bovenkaak, negenentwintig, dan in de onderkaak, vijfentwintig doordat de laatste platter en breder zijn. Van boven bezien is de snuit erg smal met lange nauwe neusbeenderen. De eveneens lange neusgaten lopen tot in de praemaxillae door die zich naar voren toe verwijden om een afgeronde gaffelvormige snuitpunt te vormen. De snavel kon zo grotere hoeveelheden voedsel afbijten. Door de vernauwing zijn de oogkassen iets naar voren gericht wat een zekere mate van binoculair zicht moet hebben opgeleverd. De ovale oogkassen staan vrij hoog maar zijn niet iets naar boven gericht; de ogen worden daarbij overschaduwt door het speciale os palbebrale, een staafvormig uitsteeksel dat van het traanbeen naar achteren voor de bovenkant van het orbitum loopt, als een wenkbrauw werkt en bij Iguanodon uitzonderlijk lang is.

#### Postcrania

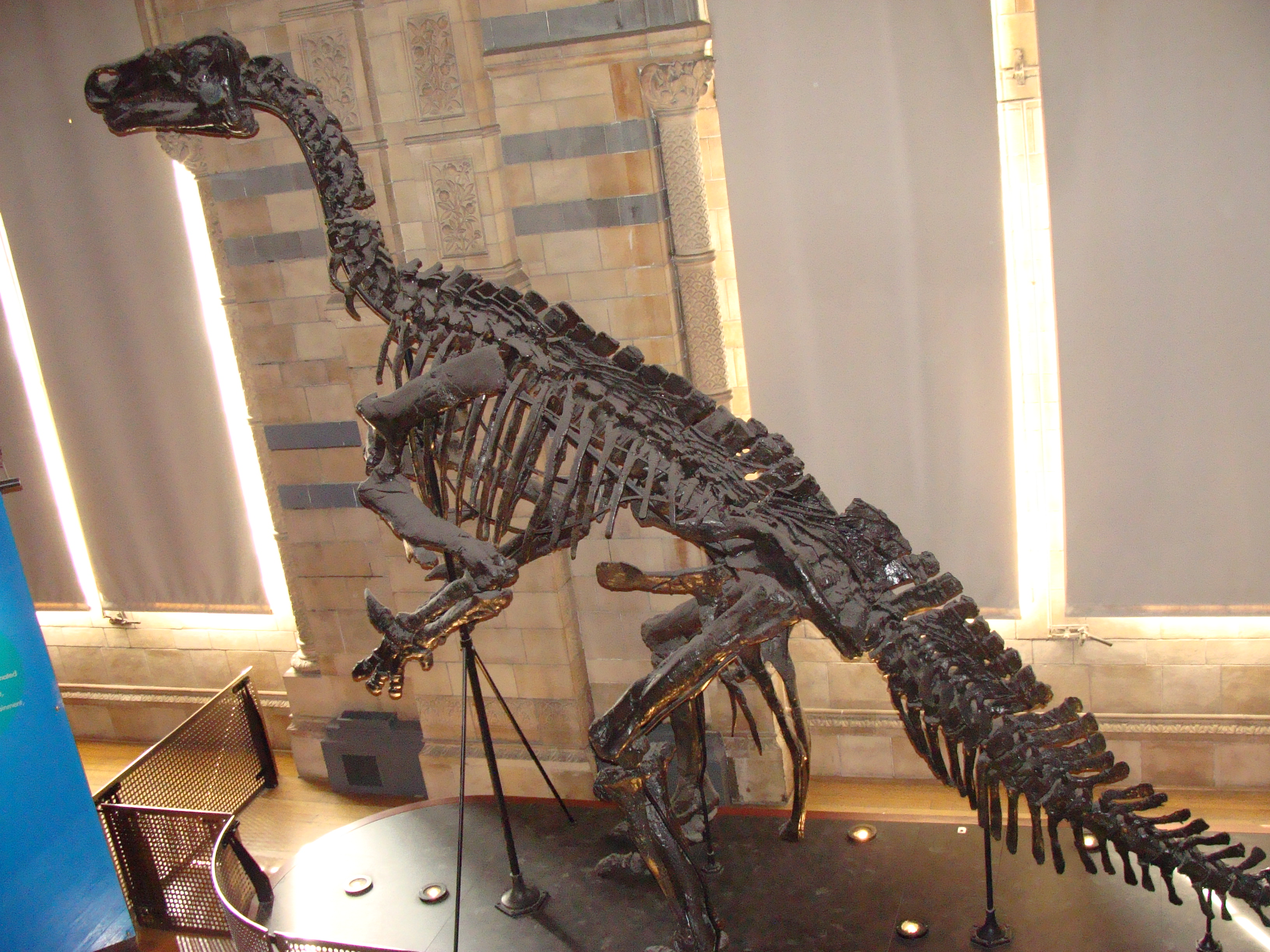
Een afgietsel van een skelet dat de postcrania, de delen achter de schedel, goed laat zien

De wervelkolom omvat elf halswervels, afhankelijk of men de achterste ruggenwervel tot het heiligbeen wil rekenen zestien of zeventien ruggenwervels en zeven of acht sacrale wervels, en minstens vijftig staartwervels. Van de nek is een zeldzame proatlas bekend. Alle halswervels dragen nekribben die naar achteren toe verlengen en de overgang in vorm van halswervels naar ruggenwervels is zeer geleidelijk. De doornuitsteeksels van de voorste ruggenwervels zijn opvallend laag en de hoogste van deze spinae liggen in feite boven de staartbasis, dus pas achter het sacrum bevindt zich op de eerste staartwervel het hoogste punt van de romp. De wervelkolom wordt van het begin van de rug tot over het midden van de staart verstijfd door verbeende pezen. Deze hebben een lengte van vijf à zes wervels, zijn plat en vormen in drie overlappende lagen een dicht netwerk dat de beweeglijkheid van de hele romp sterk verminderd moet hebben. Ze maakten een gewichtsbesparing mogelijk bij het dragen van de massa van het lichaam. De doornuitsteeksels van de eerste negen staartwervels blijven hoog maar daarna beginnen de spinae abrupt korter te worden. De wervels van het achterdeel van de staart worden naar achteren toe snel kleiner. Ze hebben geen staartribben meer. Anders dan wel wordt afgebeeld was het uiteinde, dat normaal in een hoge boog horizontaal naar achteren stak, zo erg dun en puntig.

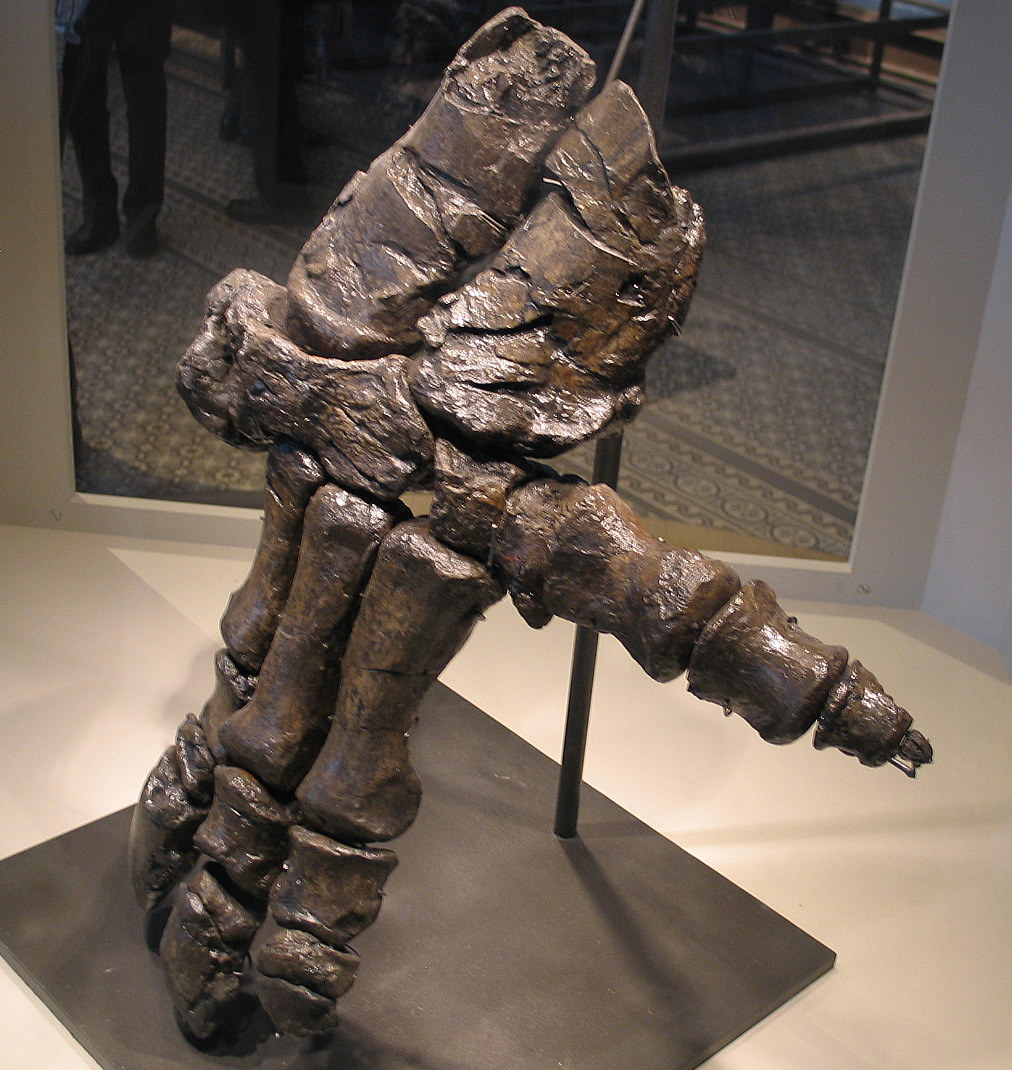
De hand van Iguanodon; de uitstekende vinger is de "pink"

De schoudergordel en voorpoten zijn krachtig gebouwd. Hun samenhang wordt vergroot doordat het weefsel van kraakbeen dat de ravenbeksbeenderen en de borstbeenderen scheidt en verbindt zelf bij grote exemplaren verbeend is zodat een harde onregelmatig gevormde intersternale botplaat gevormd wordt. Dit zeldzame element geeft informatie over de precieze onderlinge afstand van de helften van de schoudergordel; volgens Paul bewijst het dat in het algemeen de ravenbeksbeenderen van de dinosauriërs elkaar niet raakten en het schouderblad los genoeg was om de bewegingsvrijheid van de arm substantieel te vergroten, anders dan in vele reconstructies wordt aangenomen. Het opperarmbeen is lang, eenentachtig centimeter bij het holotype, wat de hele arm lang genoeg maakt om uitstekend als dragende voorpoot te functioneren, maar niet zeer robuust. De ellepijp daarentegen, vijfenzestig centimeter lang, is gebouwd om een zware musculatuur te ondersteunen. De hand is vrij breed. De pols is plat om meer gewicht te kunnen dragen en de polsbeenderen zijn verder verstijfd door verbeende pezen. De drie middelste vingers dienen als dragende elementen en zijn daartoe voorzien van hoefvormige klauwtjes; die van de tweede vinger is het langst en het meest klauwvormig, die van de vierde is sterk gereduceerd. Hoewel de ongeveer twintig centimeter lange middenhandsbeenderen van de dragende vingers tegen elkaar liggen waren ze zelf vermoedelijk niet in een vlezig omhulsel verbonden; daarvoor staan nog te wijd uiteen. De duim draagt een grote rechte kegelvormige duimstekel die bij het levende dier nog door een hoornschacht verlengd zal zijn. De punt ervan is erg scherp en Norman heeft dit duimwapen vergeleken met een stiletto; door de brede basis ervan is de stekel echter niet zeer langwerpig. Hij is naar het midden van het dier gericht. De vijfde vinger is sterk verlengd en flexibel en het vijfde middenhandsbeen heeft een zijwaarts naar buiten gericht gewricht met de handwortelbeentjes in de pols zodat het vermoedelijk deel uitmaakte van het vrijliggende deel van de vijfde digitus wat voor het oog een extra lange pink moet hebben opgeleverd die nog een klein klauwtje droeg. De formule van de vingerkootjes is 2-3-3-2-4; de pink had met het middenhandsbeentje meegerekend en de klauw buiten beschouwing gelaten dan vier articulerende elementen.
Het bekken is breed en door middel van zware sacrale ribben aan het sacrum bevestigd. Het schaambeen is zeer langgerekt: de processus praepubicus, het vooruitstekende gedeelte, is niet sterk verbreed; de postpubis een lange naar achteren uitstekende dunne staaf die parallel loopt aan de bovenste schacht van het zitbeen. De zitbeenderen zijn zeer lang, dun en geleidelijk naar beneden gekromd. Hun lengte schept de ruimte voor en grote buikholte. De achterpoten zijn zwaargebouwd. Hoewel I. bernissartensis een teenganger is, toont de achterpoot aanpassingen aan een meer dragende dan rennende functie met een recht zwaar dijbeen en vrij korte tenen. Het dijbeen heeft aan de achterzijde een opvallende vierde trochanter, uitsteeksel voor aanhechting van een staartspier, de caudofemoralis, dat een naar beneden gerichte punt heeft. Het scheenbeen is negenentachtig centimeter lang bij het holotype. De voet is sterk gereduceerd waarbij de vijfde teen geheel verdwenen is, inclusief middenvoetsbeentje; van de eerste is nog alleen dit laatste over. De middenvoet is vijfendertig centimeter lang. De formule van de teenkootjes is 0-3-4-5-0. De teenklauwen zijn tamelijk afgesleten.

### Weke delen
Over de weke delen van Iguanodon is weinig bekend. Zowel Norman als Paul hebben reconstructies van de musculatuur gepubliceerd voor zover die uit het skelet valt af te leiden. Het spierstelsel van I. bernissartensis was vermoedelijk erg krachtig. Beide nemen aan dat de kaken bedekt waren met vlezige wangen die voorkwamen dat het eten tijdens het kauwen weer uit de muil viel. Het is mogelijk dat door de naar huidige begrippen vrij primitieve berging in Bernissart unieke gegevens die de uitzonderlijk goed geconserveerde skeletten ons boden verloren zijn gegaan want er werden indertijd sporen van huidafdrukken gevonden; die werden vernietigd tijdens de preparering van het skelet. Een klein beetje informatie bieden ons de voetafdrukken: die tonen dat de tenen voorzien waren van vrij dikke voetkussens.
De fysiologie van Iguanodon kenmerkte zich vermoedelijk door een vrij hoge stofwisseling. De volwassen dieren waren geschubd maar wellicht dat de jongen om warm te blijven primitieve veren, haren of borstels bezaten zoals ook bekend zijn van andere kleine Ornithischia. Van de kleur van het dier is niets bekend. Er bestaat een traditie om hem met een groene kleur af te beelden maar een bruine of grijzige tint is bij grote dinosauriërs in feite waarschijnlijker.

## Fylogenie

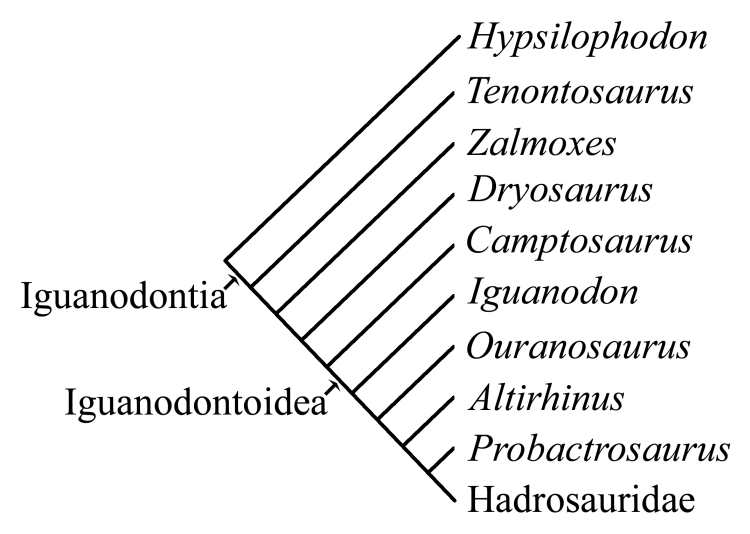
Een stamboom die de positie van Iguanodon in de Iguanodontia toont

De classificatie van Iguanodon was in het begin nogal problematisch. Mantell begreep in 1825 dat het om een lid van de Reptilia moest gaan maar zag zijn vondst als een echte hagedis, dus een van de Lacertilia. De eerste die begreep dat het toch wel om een speciaal reptiel ging, was von Meyer in 1832, die Iguanodon onderbracht in nieuwe groep, de Pachypoda, 'breedvoeten', die hij zag als reptielen die wegens hun meer verticale ledematen de zoogdieren in "organisatie" benaderden. Owen nam dat idee over en benoemde in 1842 de Dinosauria als overkoepelend begrip voor Iguanodon, Megalosaurus en Hylaeosaurus. Eigenlijk is het een historisch toeval dat zijn Dinosauria als naam populairder werd dan von Meyers eerdere Pachypoda. In 1853 benoemde Paul Gervais een eigen familie voor Iguanodon: de Iguanodontidae. Daar behoorde toen alleen Iguanodon zelf toe, dus deze indeling gaf nog geen enkele aanwijzing over de precieze relatie tussen Iguanodon en andere dinosauriërs, waarvan de onderscheidende eigenschappen nog zeer slecht werden begrepen. Regelmatig kwam het in het midden van de negentiende eeuw voor dat resten van Iguanodon aan andere dinosauriërsoorten werden toegeschreven en vice versa. Zo dacht Mantell al in 1841 de kaak van Iguanodon gevonden te hebben, maar moest achteraf constateren dat het om Hylaeosaurus ging. Pas door de vondsten uit Amerika werd echt duidelijk dat er een grote groep van verwante vormen bestaan had, die door Othniel Charles Marsh de Ornithopoda genoemd werd en waaraan Iguanodon in 1887 door Hulke als eerste werd toegekend. De wat engere verwanten binnen de Ornithopoda werden de Iguanodontia genoemd.

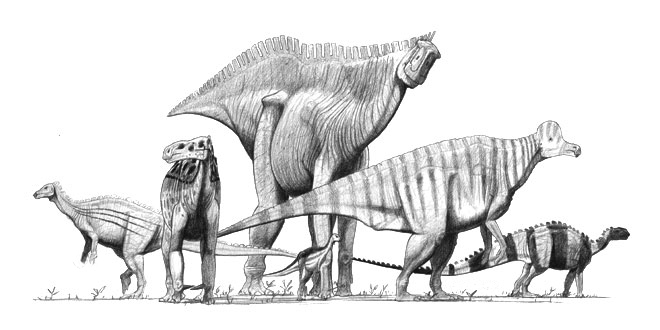
Iguanodon, vooraan links, tussen enkele verwanten

Lange tijd werden binnen de Iguanodontia, de Iguanodontidae als een duidelijk te onderscheiden groep gezien tegenover hun zustergroep de Hadrosauridae. Camptosaurus speelde dan de rol van de eerste iguanodontide en het vermogen op vier poten te lopen zou zich in beide groepen onafhankelijk verder hebben ontwikkeld. In de jaren negentig van de twintigste eeuw kwam daar verandering in door vondsten van nieuwe soorten en een verbeterde onderzoeksmethode waarin verwantschappen exact berekend werden, de kladistiek. In plaats van samen een eigen aftakking te vormen bleken de verschillende 'iguanodontiden' zich achtereenvolgens apart van de stamlijn die naar de Hadrosauridae voert afgesplitst te hebben. Dat betekende dat het begrip Iguanodontidae geen natuurlijke groep aanduidde en slechts gebruikt kan worden om een vage graad van evolutionaire ontwikkeling mee aan te duiden. Iguanodon was daarmee een basaal, onder in de stamboom staand, lid van de ruimere Iguanodontoidea, dat zich ergens boven Camptosaurus en onder Ouranosaurus had afgesplitst. De Iguanodon Explosion heeft de zaak nog ingewikkelder gemaakt. De oude iguanodonsoorten werden aparte geslachten — ten dele juist door het vermoeden dat ze hoger of lager in de stamboom stonden dan I. bernissartensis. Het is goed mogelijk dat de nog overgebleven soorten, I. anglicus of I. mantellii niet alleen niet samen met I. bernissartensis een aftakking vormen — hetgeen van Iguanodon een zogenaamd parafyletisch geslacht zou maken — maar er zelfs door bijvoorbeeld Owenodon of Hypselospinus van gescheiden worden, wat Iguanodon polyfyletisch zou maken. Polyfyletische taxa worden in de meeste systematieken niet aanvaard.
Tegelijkertijd bleek ook het begrip Ornithopoda te vaag of te ruim en werd vervangen door het preciezere concept Euornithopoda. In de moderne terminologie is Iguanodon aldus een basale iguanodontoïde euornithopode.

## Levenswijze

### Leefgebied

De locatie van de Weald

De resten van Iguanodon zijn gevonden in Europa. In het Opper-Krijt bestond dat continent als zodanig eigenlijk niet. De Atlantische Oceaan had zich nog maar gedeeltelijk gevormd en de stukjes continentale plaat die tegenwoordig in Europa verenigd zijn, bestonden toen uit een reeks eilanden voor de kust van Noord-Amerika. Door de tektoniek vormde zich een groot aantal grote troggen in de eilanden, dieper gelegen stukken aardkorst die zich vulden met enorme brakwatermeren die bewaterd werden door rivieren die lagen sediment afzetten. De Weald was zo een bassin en slechts door de kleiafzettingen was het überhaupt mogelijk dat er fossielen bewaard bleven. Dat Iguanodon in een meerafzetting gevonden is, betekent dus niet dat hij uitsluitend een moerasbewoner was: skeletten op andere plekken konden simpelweg niet fossiliseren. I. anglicus leefde in het Valanginien toen de Weald door vrij lage zeewaterspiegels verbonden was met het Armoricamassief dat nu het westen van Frankrijk vormt, het Rijnmassief ter hoogte van Duitsland en Iberia; het is dus goed mogelijk dat deze soort een vrij ruime verbreiding had. Deze periode werd gekenmerkt door, voor het Krijt, vrij lage temperaturen; de zeespiegeldalingen zijn zelfs verklaard uit de vorming van ijskappen. Het klimaat van de Weald is beschreven als gematigd warm. Er zijn twee andere dinosauriërs uit de Grinstead Clay Formation beschreven: de planteneters Hylaeosaurus en Regnosaurus. Specifieke roofdieren zijn niet bekend maar I. anglicus werd vermoedelijk bejaagd door grote Megalosauridae.
Dertien miljoen jaar later, tijdens het vroege Aptien, heerste er eerder een subtropisch klimaat. De zeespiegel stond hoger en de verbreiding van I. bernissartensis zal kleiner geweest zijn. Wel waren er verbindingen van de Belgische Weald met het Rijnmassief zodat de vondsten in Nehden inderdaad van dezelfde soort zouden kunnen zijn. Ook naar Engeland bestond vermoedelijk een landbrug en Engelse fragmenten uit die tijd zijn wel aan I. bernissartensis toegewezen. Norman, die Dollodon niet erkent, ziet er een argument in dit geslacht aan Mantellisaurus gelijk te stellen. De Sainte-Barbe Kleiformatie is, ondanks het oprukken van de zee, nog steeds een zoetwaterafzetting. Van de flora en fauna van Bernissart is veel meer bekend. Planten die er zijn gevonden, omvatten de zaadvarens Alethopteris, Sphenopteris en Pecopteris en de vermoedelijke varen Lonchopteris. Een amfibie uit de vindplaats is Hylaeobatrachus croyii. Er zijn een teenkootje en uitwerpselen gevonden van een grote vleesetende theropode.
Wat Iguanodon precies at, is niet helemaal duidelijk. De vrij smalle snavel wijst op relatief hoogwaardig voedsel. Zijn normale lichaamshouding stond toe dat op de bodem te zoeken; met de grijpende vijfde vinger en de kop kon hij in een opgerichte houding tot ongeveer vier meter hoog reiken. De bladeren van de bij Bernissart aangetoonde soorten waren echter niet erg energierijk maar wel tamelijk hard. De combinatie van aangroeiende hoornsnavel en tandenbatterijen maakte het mogelijk ook dergelijke rauwkost te verwerken. Wellicht werd die door maagstenen verder vermalen waarna het lange traject in de grote buikholte toestond dat de darmbacteriën de voedingswaarde optimaliseerden. Onduidelijk ook is welke niche de kleinere soorten Dollodon en Mantellisaurus vulden. Omdat ze in hetzelfde gebied voorkwamen, is het onwaarschijnlijk dat het voedselconcurrenten van Iguanodon waren. Wellicht dat ze zich met hun langere kop en meer tweevoetige houding specialiseerden in hogere plantenlagen, terwijl Iguanodon met zijn zware schedel en voorpoten voornamelijk bodemplanten at. Een studie naar de matrix rond een exemplaar uit Spanje concludeerde dat vooral varens en coniferen werden gegeten.
Door zijn zwaardere bouw zal Iguanodon niet zo'n snelle renner geweest zijn. Kon hij een langzame ren inzetten dan was zijn snelheid zo'n vijfendertig kilometer per uur. Het is zelfs beweerd dat het rechte dijbeen en de korte voet erop wijzen dat hij alleen snel kon stappen met een vaart van niet meer dan vierentwintig kilometer per uur. Dat was niet voldoende om te ontsnappen aan roofsauriërs die dan afgeweerd moesten worden met de duimstekel, waarmee de krachtige arm dodelijke wonden kon toebrengen, de scherpe punt schuin omhoog in de romp en hals van een belager slaand.

### Voortplanting en groei

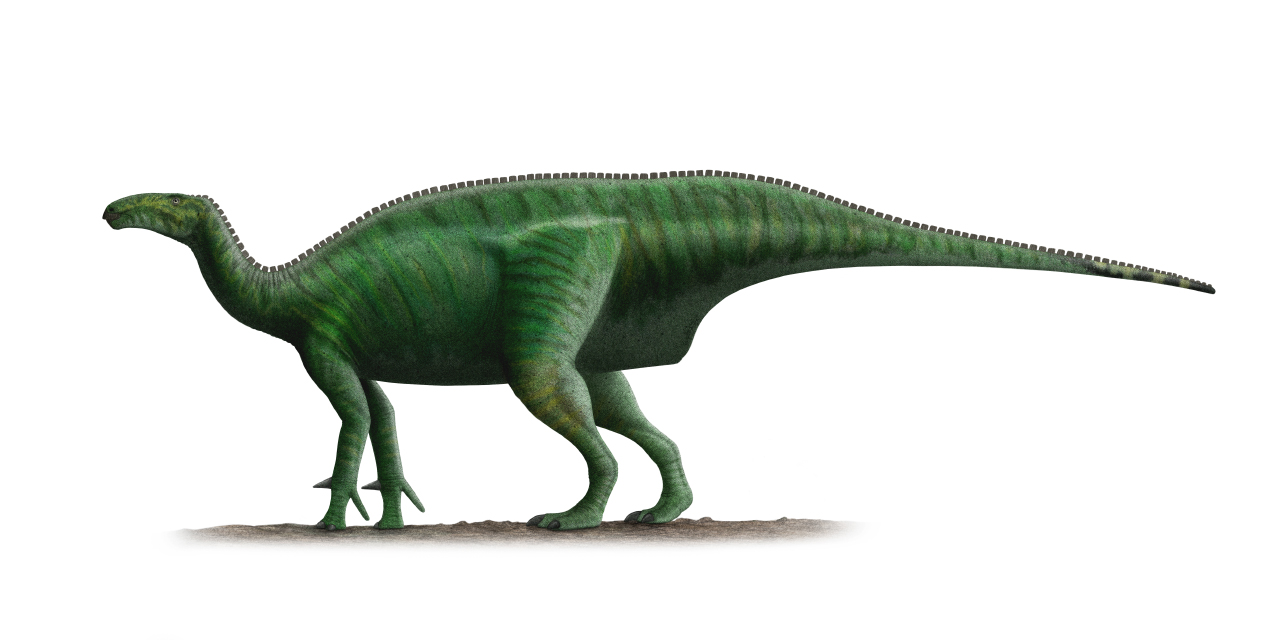
Was Dollodon slechts het jong of mannetje van Iguanodon?

Van Iguanodon is weinig bekend wat het voortplantingsproces betreft. Eieren, nesten of broedkolonies zijn niet gevonden, evenmin als zeer jonge dieren met uitzondering van die van I. galvensis waarvan aangenomen werd dat ze een jeugdgroep vormden. De aandacht heeft zich op dit punt voornamelijk gericht op de vraag of de kleinere vormen die samen met Iguanodon in dezelfde habitat aangetroffen worden, Dollodon en Mantellisaurus, misschien helemaal geen aparte soorten zijn maar of een bepaalde sekse of een jongere groeifase vertegenwoordigen. Een argument daarvoor kan gevonden worden in het feit dat zowel in Bernissart als in Nehden hun skeletten vermengd zijn met die van Iguanodon. Bij Bernissart zou het anders ook moeilijk te verklaren zijn dat alleen volwassen dieren gevonden zijn.
De meeste onderzoekers neigen echter sterk naar de conclusie dat het toch om verschillende taxa gaat. Dolodon en Mantellisaurus zijn in detail zeer afwijkend van Iguanodon. Daarbij hebben ze hogere doornuitsteeksels en een langere kop terwijl men bij Cerapoda juist zou verwachten dat de rijping andersom zou lopen met een toenemende en niet afnemende rekking van schedel en spinae. Norman heeft ook bij het in Nehden gevonden juveniele exemplaar menen te kunnen vaststellen dat de morfologie anders is dan bij het daar gevonden specimen van Mantellisaurus. Ook de mogelijkheid van seksuele dimorfie wordt afgewezen omdat men geen functionele verklaring kan geven voor de verschillen in bouw en de geslachtsverhouding, de verhouding tussen mannetjes en wijfjes, dan wel erg scheef moet hebben gelegen: Dollodon/Mantellisaurus zou dan de haan geweest moeten zijn in een ruime harem. De studie uit 2017 concludeerde dat ook tussen de skeletten van I. bernissartensis geen systematische variatie bestaat die op seksuele dimorfie zou duiden.

### Sociaal gedrag en intelligentie
De vondst van vele bij elkaar liggende skeletten in Bernissart heeft geleid tot de interpretatie dat het om een kudde moest zijn gegaan die in één keer omkwam. In de Janletvleugel werden de skeletten daarom als een in één richting trekkende groep opgesteld. In feite echter hebben de fossielen te Bernissart zich bijna zeker gedurende een duur van vele jaren opgehoopt. Direct bewijs dat ze in een kudde leefden, levert de vindplaats dus niet op. Ook de bekende sporen van Iguanodon tonen geen dieren die naast elkaar in één richting liepen. Dergelijke sporen zijn van latere verwanten echter wel bekend. De meeste onderzoekers achten het waarschijnlijk dat ook Iguanodon in groepen leefde. De duimstekel kan gebruikt zijn voor dominantiegevechten of als pronkorgaan.

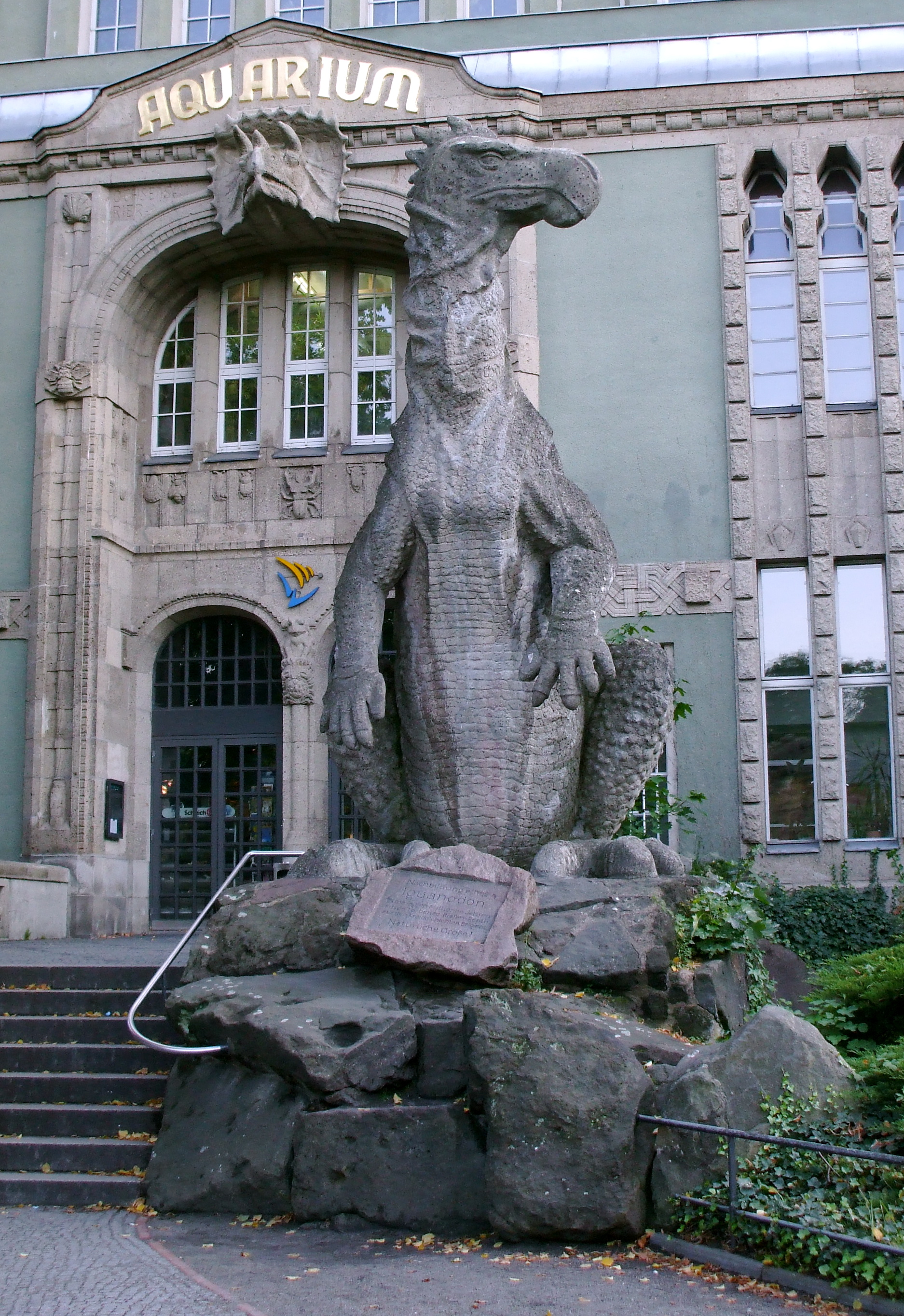
Iguanodon in de Zoologischer Garten Berlin

Het is de vraag of Iguanodon intelligent genoeg was om ingewikkeld sociaal gedrag mogelijk te maken. In Engeland zijn natuurlijke afgietsels gevonden van hersenpannen die indertijd aan Iguanodon zijn toegeschreven en vermoedelijk althans van een verwante soort afkomstig zijn. Ze tonen dat het dier voor een plantenetende dinosauriër een tamelijke grote herseninhoud heeft bezeten. Het telencephalon dat de hogere cognitieve functies uitoefende was breed; ook de zintuigen waren goed ontwikkeld. Norman concludeerde dat Iguanodon een actief en oplettend dier moet zijn geweest met een redelijk complex gedrag. In 2016 werd gemeld dat bij een van de exemplaren niet alleen een natuurlijk afgietsel aanwezig was maar dat zeer uitzonderlijk het hersenweefsel zelf gefossiliseerd was. Het specimen suggereerde dat de hersenvliezen dun waren en dat het zenuwweefsel bijna de hele hersenholte vulde. Het encefalisatiequotiënt van Euornithopoda werd voor planteneters al vrij hoog geschat op ongeveer 1,5; de nieuwe vondst zou dat op ongeveer 5 brengen, net zo hoog als bij theropode Troodontidae. De beschrijvers wezen er echter op dat de vulling een artefact kan zijn geweest, veroorzaakt door het naar de dorsale zijde van hersenpan zakken van de hersenen toen de kop ondersteboven in het sediment begraven werd.

## Receptie vanIguanodonin de algemene cultuur
Tegenwoordig is Tyrannosaurus de bekendste dinosauriër; vlak voor de Eerste Wereldoorlog was dat Diplodocus. In de negentiende eeuw echter was die rol weggelegd voor Iguanodon en het dier had als zodanig een aanzienlijke socioculturele invloed. Reeds Mantell was actief bezig de bekendheid van het dier onder het grote publiek te bevorderen, het populairste onderwerp van zijn musea, publicaties en lezingen. Na de Londense wereldtentoonstelling van 1854, waarvan de levensgrote reconstructies door Hawkins een spectaculair onderdeel vormden, genoot het begrip 'iguanodon' gezien de vele malen dat het in kranten en romans opduikt kennelijk een vrij algemene bekendheid. De ontdekking in Bernissart leidde tot een nieuwe golf van belangstelling. Op het eind van de negentiende eeuw doet zich ook het verschijnsel voor dat Iguanodon vaak als beeld bij musea, of in dierentuinen en grote stadsparken werd neergezet. De markante paardachtige kop appelleerde aan de kunstzinnige smaak van die tijd, met een voorliefde voor organische vormen zoals die ook tot uitdrukking kwam in de jugendstil. Als uitloop van die negentiende-eeuwse bekendheid maakt Iguanodon nu nog steeds deel uit van de zogenaamde "dinosauriërcanon", het lijstje van algemeen bekende soorten. Zeker is het dier in België, waar per jaar tienduizenden schoolkinderen in klasverband de Janletvleugel bezoeken, een lokale paleontologische beroemdheid.
De roem van Iguanodon heeft ook geleid tot een optreden in de moderne media. Tv-documentaires zijn aan het dier gewijd. In de Disney-film Dinosaur had Iguanodon de hoofdrol. Ook andere takken van wetenschap hebben het dier niet vergeten: een in 1989 ontdekte planetoïde kreeg de naam 9941 Iguanodon.